# Morti nel 1993

## Gennaio(130)
- 1º gennaio - Italo Bellini, tiratore a volo italiano (n. 1915)
- 1º gennaio - June Clayworth, attrice statunitense (n. 1912)
- 1º gennaio - Totò Mignone, attore e ballerino italiano (n. 1906)
- 2 gennaio - Vladimir Makogonov, scacchista russo (n. 1904)
- 3 gennaio - François Mathey, gallerista francese (n. 1917)
- 3 gennaio - Johnny Most, giornalista statunitense (n. 1923)
- 3 gennaio - Saverio Scutellà, pittore, poeta e scrittore italiano (n. 1910)
- 4 gennaio - Danie Craven, rugbista a 15 e allenatore di rugby a 15 sudafricano (n. 1910)
- 5 gennaio - Juan Benet, scrittore spagnolo (n. 1927)
- 5 gennaio - Ferruccio Bernardis, politico italiano (n. 1906)
- 5 gennaio - Helmut Bischoff, militare tedesco (n. 1908)
- 5 gennaio - Nicholas Mayall, astronomo statunitense (n. 1906)
- 6 gennaio - Elisabetta d'Asburgo-Lorena, nobile austriaca (n. 1922)
- 6 gennaio - Bruno Catellani, ciclista su strada italiano (n. 1910)
- 6 gennaio - Zoltán Csányi, cestista, multiplista e allenatore di pallacanestro ungherese (n. 1912)
- 6 gennaio - Dizzy Gillespie, trombettista, pianista e compositore statunitense (n. 1917)
- 6 gennaio - Richard Mortensen, pittore danese (n. 1910)
- 6 gennaio - Rudol'f Nureev, ballerino e coreografo sovietico (n. 1938)
- 6 gennaio - Giulia Occhini, italiana (n. 1922)
- 6 gennaio - Gaetano Zappalà, giornalista, scrittore e poeta italiano (n. 1931)
- 7 gennaio - Giovanni Colombo, imprenditore e dirigente sportivo italiano (n. 1937)
- 7 gennaio - Italo Mancini, presbitero, filosofo e teologo italiano (n. 1925)
- 8 gennaio - Beppe Alfano, giornalista italiano (n. 1945)
- 8 gennaio - Ramón Etchamendi, cestista e allenatore di pallacanestro uruguaiano (n. 1930)
- 8 gennaio - Teresa Sensi, scrittrice e giornalista italiana (n. 1900)
- 9 gennaio - Carlo Alleva, pittore italiano (n. 1932)
- 9 gennaio - Mario Genta, calciatore e allenatore di calcio italiano (n. 1912)
- 9 gennaio - Hans Loewald, psichiatra e psicoanalista tedesco (n. 1906)
- 9 gennaio - Paul Hasluck, politico australiano (n. 1905)
- 9 gennaio - Keith Mwila, pugile zambiano (n. 1966)
- 10 gennaio - Diana Adams, ballerina statunitense (n. 1926)
- 10 gennaio - Georges Mounin, linguista e insegnante francese (n. 1910)
- 10 gennaio - Tengku Zainab, sovrana malese (n. 1917)
- 11 gennaio - Aldo Bianchi, politico italiano (n. 1924)
- 11 gennaio - Ugo Croatto, politico e chimico italiano (n. 1914)
- 11 gennaio - Roberto Lucifero d'Aprigliano, partigiano, avvocato e politico italiano (n. 1903)
- 11 gennaio - Ismer Piva, politico italiano (n. 1921)
- 11 gennaio - Tommy Walker, calciatore e allenatore di calcio scozzese (n. 1915)
- 12 gennaio - Józef Czapski, scrittore, pittore e militare polacco (n. 1896)
- 12 gennaio - Pierre Nihant, pistard belga (n. 1925)
- 12 gennaio - Rexhep Spahiu, calciatore e allenatore di calcio albanese (n. 1923)
- 13 gennaio - Nina Batalli, pittrice italiana (n. 1913)
- 13 gennaio - Antonio Carcaterra, politico e giurista italiano (n. 1905)
- 13 gennaio - Edivaldo, calciatore brasiliano (n. 1962)
- 13 gennaio - Mozart Camargo Guarnieri, pianista, compositore e poeta brasiliano (n. 1907)
- 13 gennaio - Shahdi Langroudi, poeta iraniano (n. 1930)
- 13 gennaio - János Neu, calciatore, dirigente sportivo e allenatore di calcio ungherese (n. 1908)
- 13 gennaio - René Pleven, politico francese (n. 1901)
- 13 gennaio - Charles Tillon, partigiano, politico e saggista francese (n. 1897)
- 14 gennaio - Victor Abens, politico lussemburghese (n. 1912)
- 14 gennaio - Elman Huseynov, militare, ingegnere e funzionario azero (n. 1952)
- 14 gennaio - Robert A. Mattey, effettista statunitense (n. 1910)
- 14 gennaio - Aleksandr Medakin, calciatore sovietico (n. 1937)
- 15 gennaio - Alfredo Bovet, ciclista su strada e pistard italiano (n. 1909)
- 15 gennaio - Sammy Cahn, paroliere e musicista statunitense (n. 1913)
- 15 gennaio - Pepita Ferrer Lucas, scacchista spagnola (n. 1938)
- 15 gennaio - Henry Iba, allenatore di pallacanestro statunitense (n. 1904)
- 16 gennaio - Phil Chambers, attore statunitense (n. 1916)
- 16 gennaio - Freddie Cochrane, pugile statunitense (n. 1915)
- 16 gennaio - Glenn Corbett, attore statunitense (n. 1933)
- 16 gennaio - Andrea Gadaldi, dirigente sportivo, allenatore di calcio e calciatore italiano (n. 1907)
- 16 gennaio - Rafik Khachatryan, scultore armeno (n. 1937)
- 16 gennaio - Benvenuto Matteucci, arcivescovo cattolico italiano (n. 1910)
- 16 gennaio - Mary Nzimiro, imprenditrice e politica nigeriana (n. 1898)
- 16 gennaio - Jón Páll Sigmarsson, sollevatore, culturista e strongman islandese (n. 1960)
- 16 gennaio - Svetozar Vujović, calciatore jugoslavo (n. 1940)
- 17 gennaio - Julio Coll, regista e sceneggiatore spagnolo (n. 1919)
- 17 gennaio - Liu Yunzhang, cestista cinese (n. 1912)
- 17 gennaio - Vittore Martini, allenatore di calcio e calciatore italiano (n. 1912)
- 17 gennaio - Vilmos Zombori, calciatore rumeno (n. 1906)
- 18 gennaio - Erik Herseth, velista norvegese (n. 1892)
- 18 gennaio - Eleanor Burford, scrittrice britannica (n. 1906)
- 18 gennaio - Richard Waring, attore britannico (n. 1911)
- 18 gennaio - Dionysios Zakythinos, bizantinista greco (n. 1905)
- 19 gennaio - Zygmunt Olesiewicz, allenatore di pallacanestro polacco (n. 1929)
- 19 gennaio - Antonello Trombadori, giornalista, critico d'arte e politico italiano (n. 1917)
- 20 gennaio - Joseph Anthony, drammaturgo, attore e regista statunitense (n. 1912)
- 20 gennaio - Françoise Dior, politica francese (n. 1932)
- 20 gennaio - Audrey Hepburn, attrice britannica (n. 1929)
- 20 gennaio - Nicola Palmisano, presbitero, educatore e attivista italiano (n. 1940)
- 21 gennaio - Charlie Gehringer, giocatore di baseball statunitense (n. 1903)
- 21 gennaio - Bruce Kelly, architetto del paesaggio statunitense (n. 1948)
- 21 gennaio - Ferdinanda Pautasso, tuffatrice italiana (n. 1923)
- 21 gennaio - Ján Zimmer, pianista e compositore slovacco (n. 1926)
- 22 gennaio - Kōbō Abe, scrittore, drammaturgo e regista teatrale giapponese (n. 1924)
- 22 gennaio - Helno, cantante francese (n. 1963)
- 22 gennaio - Jim Pollard, cestista, allenatore di pallacanestro e dirigente sportivo statunitense (n. 1922)
- 22 gennaio - Erik Tawaststjerna, musicologo, pianista e docente finlandese (n. 1916)
- 23 gennaio - Thomas A. Dorsey, pianista e compositore statunitense (n. 1899)
- 23 gennaio - Keith Laumer, scrittore statunitense (n. 1925)
- 23 gennaio - Li Ziming, insegnante cinese (n. 1902)
- 23 gennaio - Leo Löwenthal, sociologo e filosofo tedesco (n. 1900)
- 24 gennaio - Assunta d'Asburgo-Lorena, nobile (n. 1902)
- 24 gennaio - Héctor De Bourgoing, calciatore argentino (n. 1934)
- 24 gennaio - Karl Larenz, giurista e filosofo tedesco (n. 1903)
- 24 gennaio - Thurgood Marshall, giurista statunitense (n. 1908)
- 24 gennaio - Eliane Montel, chimica e fisica francese (n. 1898)
- 24 gennaio - Uğur Mumcu, giornalista turco (n. 1942)
- 24 gennaio - Bruno Pulga, pittore italiano (n. 1922)
- 24 gennaio - Henry Abel Smith, politico britannico (n. 1900)
- 25 gennaio - Hédi Nouira, politico tunisino (n. 1911)
- 25 gennaio - Pres Slack, cestista statunitense (n. 1908)
- 26 gennaio - Erminio Bolzan, pugile italiano (n. 1914)
- 26 gennaio - Kenneth Gaburo, compositore statunitense (n. 1926)
- 26 gennaio - Jan Gies, olandese (n. 1905)
- 26 gennaio - Robert Jacobsen, scultore e pittore danese (n. 1912)
- 26 gennaio - Jeanne Sauvé, giornalista e politica canadese (n. 1922)
- 26 gennaio - Paddy Sloan, calciatore e allenatore di calcio irlandese (n. 1920)
- 27 gennaio - Srđan Aleksić, attore e militare jugoslavo (n. 1966)
- 27 gennaio - Nils Aall Barricelli, matematico italiano (n. 1912)
- 28 gennaio - André the Giant, wrestler e attore francese (n. 1946)
- 28 gennaio - Giacinto Grassi, letterato e poeta italiano (n. 1918)
- 28 gennaio - Helen Sawyer Hogg, astronoma canadese (n. 1905)
- 28 gennaio - Anatolij Parfënov, lottatore sovietico (n. 1925)
- 29 gennaio - Franco Ferri, partigiano e politico italiano (n. 1922)
- 29 gennaio - Gustav Hasford, militare e scrittore statunitense (n. 1947)
- 29 gennaio - Lars Larsson, siepista svedese (n. 1911)
- 29 gennaio - Michel Renault, ballerino francese (n. 1927)
- 29 gennaio - Giuseppe Testi, pittore italiano (n. 1910)
- 30 gennaio - Giorgio Cobolli, militare italiano (n. 1913)
- 30 gennaio - Alessandra di Grecia, regina greca (n. 1921)
- 30 gennaio - Joë Jaunay, allenatore di pallacanestro francese (n. 1919)
- 30 gennaio - James LuValle, velocista statunitense (n. 1912)
- 30 gennaio - Otto Roelen, chimico tedesco (n. 1897)
- 30 gennaio - Vincenzo Tomassi, montatore italiano (n. 1937)
- 31 gennaio - Luigi Albani, calciatore italiano (n. 1928)
- 31 gennaio - János Gyimesi, cestista e allenatore di pallacanestro ungherese (n. 1913)
- 31 gennaio - Ernő Lendvai, musicologo, insegnante e teorico della musica ungherese (n. 1925)
- 31 gennaio - Desiderius Papp, giornalista e storico della scienza austro-ungarico (n. 1895)
- 31 gennaio - Frithjof Ulleberg, calciatore norvegese (n. 1911)

## Febbraio(116)
- 1º febbraio - William Brasseur, vescovo cattolico belga (n. 1903)
- 1º febbraio - José Bravo Domínguez, calciatore spagnolo (n. 1916)
- 1º febbraio - Mehrab Shahrokhi, calciatore iraniano (n. 1944)
- 1º febbraio - Gregg G. Tallas, regista greco (n. 1909)
- 1º febbraio - Sven Thofelt, pentatleta e schermidore svedese (n. 1904)
- 2 febbraio - Gino Bechi, baritono e attore italiano (n. 1913)
- 2 febbraio - Emilio Bulgarelli, pallanuotista italiano (n. 1917)
- 2 febbraio - Clemente Fracassi, regista e produttore cinematografico italiano (n. 1917)
- 2 febbraio - Manlio Guardabassi, attore, doppiatore e regista italiano (n. 1916)
- 2 febbraio - Michael Klein, calciatore rumeno (n. 1959)
- 2 febbraio - Emmett Morrison, cestista statunitense (n. 1915)
- 2 febbraio - Harry Nilsson, calciatore svedese (n. 1916)
- 2 febbraio - François Reichenbach, regista e sceneggiatore francese (n. 1921)
- 2 febbraio - Alexander Schneider, violinista, direttore d'orchestra e docente russo (n. 1908)
- 3 febbraio - Rosetta Calavetta, attrice e doppiatrice italiana (n. 1914)
- 3 febbraio - Gianni Colombo, artista italiano (n. 1937)
- 3 febbraio - Paul Emery, pilota automobilistico britannico (n. 1916)
- 3 febbraio - Karel Goeyvaerts, compositore belga (n. 1923)
- 3 febbraio - Éliane de Meuse, pittrice belga (n. 1899)
- 5 febbraio - Stefanija Astrauskaitė, cestista lituana (n. 1919)
- 5 febbraio - Otto Häuptli, calciatore svizzero (n. 1924)
- 5 febbraio - Hans Jonas, filosofo tedesco (n. 1903)
- 5 febbraio - Joseph L. Mankiewicz, regista, sceneggiatore e produttore cinematografico statunitense (n. 1909)
- 5 febbraio - Angelo Pennoni, fotografo italiano (n. 1922)
- 6 febbraio - Arthur Ashe, tennista statunitense (n. 1943)
- 6 febbraio - George Bellew, ufficiale irlandese (n. 1899)
- 6 febbraio - Ruggero Biancani, discobolo e pesista italiano (n. 1915)
- 6 febbraio - Bruno Bosco, politico italiano (n. 1925)
- 6 febbraio - Walter Kelly, calciatore scozzese (n. 1929)
- 6 febbraio - Ion Negoițescu, scrittore, poeta e saggista romeno (n. 1921)
- 7 febbraio - Frank Balistrieri, mafioso statunitense (n. 1918)
- 7 febbraio - Duilio Brignetti, pentatleta italiano (n. 1926)
- 7 febbraio - Mario Farinella, scrittore, giornalista e poeta italiano (n. 1922)
- 7 febbraio - Araceli Gilbert, pittrice ecuadoriana (n. 1913)
- 7 febbraio - Nino Leotti, pittore italiano (n. 1919)
- 7 febbraio - Şövkət Ələkbərova, cantante azera (n. 1922)
- 8 febbraio - Filip Bondarenko, compositore di scacchi ucraino (n. 1905)
- 8 febbraio - Douglas Heyes, regista, sceneggiatore e scrittore statunitense (n. 1919)
- 8 febbraio - Decimo Martelli, politico italiano (n. 1918)
- 8 febbraio - Renato Pasturenti, arbitro di calcio, allenatore di calcio e dirigente sportivo italiano (n. 1907)
- 8 febbraio - Nagalingam Shanmugathasan, politico cingalese (n. 1920)
- 9 febbraio - Fortunato Bellonzi, scrittore, critico d'arte e saggista italiano (n. 1907)
- 9 febbraio - Bill Grundy, conduttore televisivo e giornalista britannico (n. 1923)
- 10 febbraio - Maurice Bourgès-Maunoury, politico francese (n. 1914)
- 10 febbraio - Bengt Edlén, fisico e astronomo svedese (n. 1906)
- 10 febbraio - Bruno Falck, imprenditore e ingegnere italiano (n. 1902)
- 11 febbraio - Robert William Holley, biochimico statunitense (n. 1922)
- 11 febbraio - Oksana Kostina, ginnasta sovietica (n. 1972)
- 11 febbraio - Desanka Maksimović, poetessa serba (n. 1898)
- 11 febbraio - Félix Ruiz, calciatore spagnolo (n. 1940)
- 12 febbraio - Luigi D'Amato, giornalista e politico italiano (n. 1924)
- 13 febbraio - Francesco Candelli, politico e operaio italiano (n. 1921)
- 13 febbraio - Henry Duey, sollevatore statunitense (n. 1908)
- 13 febbraio - Willoughby Gray, attore inglese (n. 1916)
- 13 febbraio - Reginaldo Monticelli, politico italiano (n. 1906)
- 14 febbraio - Elek Bacsik, chitarrista e violinista ungherese (n. 1926)
- 15 febbraio - Enzo Boschetti, presbitero italiano (n. 1929)
- 15 febbraio - Michele Cimarosa, attore italiano (n. 1926)
- 15 febbraio - George Wallington, pianista e compositore statunitense (n. 1924)
- 15 febbraio - Marie-Louise Linssen-Vaessen, nuotatrice olandese (n. 1928)
- 15 febbraio - Enrico Schiavetti, calciatore italiano (n. 1920)
- 16 febbraio - Amos Guttman, regista israeliano (n. 1954)
- 16 febbraio - Giovanni Robert, ingegnere italiano (n. 1907)
- 16 febbraio - Johann Weynand, politico belga (n. 1923)
- 17 febbraio - Hans Baur, generale tedesco (n. 1897)
- 17 febbraio - Fortunato Bianchi, politico italiano (n. 1922)
- 17 febbraio - Jack Froggatt, calciatore inglese (n. 1922)
- 18 febbraio - Renato Gaudioso, alpinista, giornalista e regista italiano (n. 1920)
- 18 febbraio - Ted Haworth, scenografo statunitense (n. 1917)
- 18 febbraio - Jacqueline Hill, attrice britannica (n. 1929)
- 18 febbraio - Kerry Von Erich, wrestler statunitense (n. 1960)
- 19 febbraio - Aleksandr Sergeevič Davydov, fisico sovietico (n. 1912)
- 20 febbraio - Luciano Bolis, antifascista e partigiano italiano (n. 1918)
- 20 febbraio - Howard Mayer Brown, musicologo statunitense (n. 1930)
- 20 febbraio - Janka Guzová, cantante slovacca (n. 1917)
- 20 febbraio - Ferruccio Lamborghini, imprenditore italiano (n. 1916)
- 20 febbraio - Takeo Yoshikawa, agente segreto giapponese (n. 1914)
- 21 febbraio - Felice Borel, allenatore di calcio e calciatore italiano (n. 1914)
- 21 febbraio - Irma Christenson, attrice svedese (n. 1915)
- 21 febbraio - Harvey Kurtzman, fumettista statunitense (n. 1924)
- 21 febbraio - Inge Lehmann, sismologa e geofisica danese (n. 1888)
- 21 febbraio - Vico Polotto, baritono italiano (n. 1919)
- 21 febbraio - Eddy Tiel, hockeista su prato olandese (n. 1926)
- 22 febbraio - Loris Borgioli, calciatore e allenatore di calcio italiano (n. 1913)
- 22 febbraio - Alferio Cubi, allenatore di calcio e calciatore italiano (n. 1907)
- 22 febbraio - Pierre Dalem, calciatore belga (n. 1912)
- 22 febbraio - Jean Lecanuet, politico francese (n. 1920)
- 22 febbraio - Mauro Nardoni, calciatore italiano (n. 1945)
- 22 febbraio - Ng Cho-fan, attore, regista e produttore cinematografico hongkonghese (n. 1911)
- 22 febbraio - Sirio Vernati, calciatore svizzero (n. 1907)
- 23 febbraio - Helmut Braselmann, pallamanista tedesco (n. 1911)
- 23 febbraio - Hans Hagen, calciatore svizzero (n. 1927)
- 23 febbraio - Mario Pani, architetto messicano (n. 1911)
- 24 febbraio - Etienne Fuzellier, insegnante, critico cinematografico e sceneggiatore francese (n. 1908)
- 24 febbraio - Vojtech Jankovič, calciatore cecoslovacco (n. 1929)
- 24 febbraio - Bobby Moore, calciatore e allenatore di calcio britannico (n. 1941)
- 24 febbraio - Roger Rochard, mezzofondista francese (n. 1913)
- 24 febbraio - Denis Vaucher, sciatore di pattuglia militare svizzero (n. 1898)
- 25 febbraio - Francisco Albino, calciatore portoghese (n. 1912)
- 25 febbraio - Eddie Constantine, attore e cantante statunitense (n. 1917)
- 25 febbraio - Luigi Origgi, calciatore italiano (n. 1928)
- 26 febbraio - John Besford, nuotatore britannico (n. 1911)
- 26 febbraio - Pina Carmirelli, violinista italiana (n. 1914)
- 26 febbraio - Constance Ford, attrice e modella statunitense (n. 1923)
- 26 febbraio - Emilio Gattoronchieri, calciatore italiano (n. 1912)
- 26 febbraio - Giulio Oggioni, vescovo cattolico italiano (n. 1916)
- 26 febbraio - Arthur Maria Rabenalt, regista austriaco (n. 1905)
- 26 febbraio - Carl Solomon, poeta e scrittore statunitense (n. 1928)
- 27 febbraio - Lillian Gish, attrice statunitense (n. 1893)
- 27 febbraio - Cosimo La Penna, calciatore italiano (n. 1924)
- 27 febbraio - Eugenio Soncini, architetto italiano (n. 1906)
- 28 febbraio - Franco Brusati, regista, sceneggiatore e commediografo italiano (n. 1922)
- 28 febbraio - Ishirō Honda, regista, produttore cinematografico e sceneggiatore giapponese (n. 1911)
- 28 febbraio - Joyce Carey, attrice inglese (n. 1898)
- 28 febbraio - Ruby Keeler, attrice e cantante statunitense (n. 1909)
- 28 febbraio - Ilkka Koski, pugile finlandese (n. 1928)

## Marzo(136)
- 1º marzo - Maria Bernetic, politica italiana (n. 1902)
- 1º marzo - Terry Frost, attore statunitense (n. 1906)
- 1º marzo - Nicola Monti, tenore italiano (n. 1920)
- 1º marzo - Oleg Zajcev, hockeista su ghiaccio sovietico (n. 1939)
- 2 marzo - Hans Hilfiker, ingegnere e designer svizzero (n. 1901)
- 2 marzo - Carlos Marcello, mafioso italiano (n. 1910)
- 2 marzo - Veljko Poduje, calciatore e allenatore di calcio jugoslavo (n. 1907)
- 3 marzo - Milton Pessanha, calciatore brasiliano (n. 1932)
- 3 marzo - Carlos Montoya, chitarrista e compositore spagnolo (n. 1903)
- 3 marzo - Nello Pini, designer, ebanista e imprenditore italiano (n. 1921)
- 3 marzo - Eduardo Poveda Rodríguez, vescovo cattolico spagnolo (n. 1925)
- 3 marzo - Albert Sabin, medico e virologo polacco (n. 1906)
- 4 marzo - John Cole, bobbista statunitense (n. 1929)
- 4 marzo - Oskar Erikson, cestista, pallavolista e discobolo estone (n. 1910)
- 4 marzo - Tomislav Ivčić, cantante, musicista e politico croato (n. 1953)
- 4 marzo - Tadao Kashio, imprenditore giapponese (n. 1917)
- 4 marzo - Nicholas Ridley, politico britannico (n. 1929)
- 4 marzo - Richard Sale, scrittore, sceneggiatore e regista statunitense (n. 1911)
- 4 marzo - Gerardo Sangiorgio, poeta e saggista italiano (n. 1921)
- 5 marzo - Hans Christian Blech, attore tedesco (n. 1915)
- 5 marzo - Cyril Collard, scrittore, regista e attore francese (n. 1957)
- 5 marzo - Herschel Daugherty, regista e attore statunitense (n. 1910)
- 5 marzo - Mac Speedie, giocatore di football americano statunitense (n. 1920)
- 6 marzo - Kåre Bjørnsen, calciatore norvegese (n. 1934)
- 6 marzo - Valentina Michajlovna Borisenko, scacchista russa (n. 1920)
- 6 marzo - Douglas Marland, autore televisivo e attore statunitense (n. 1935)
- 7 marzo - Duane Carter, pilota automobilistico statunitense (n. 1913)
- 7 marzo - Carlo Cocchia, architetto, urbanista e pittore italiano (n. 1903)
- 7 marzo - Whitey Kachan, cestista statunitense (n. 1925)
- 7 marzo - John Merrill Knapp, musicologo statunitense (n. 1914)
- 7 marzo - Carlo Mazzarella, attore e giornalista italiano (n. 1919)
- 7 marzo - Angelo Piccaluga, allenatore di calcio e calciatore italiano (n. 1906)
- 7 marzo - Earl Wrightson, baritono e attore teatrale statunitense (n. 1916)
- 8 marzo - Don Barksdale, cestista statunitense (n. 1923)
- 8 marzo - Luigi Cattaneo, calciatore italiano (n. 1918)
- 8 marzo - Billy Eckstine, cantante statunitense (n. 1914)
- 8 marzo - Rens Vis, calciatore olandese (n. 1904)
- 9 marzo - Bob Crosby, cantante e attore statunitense (n. 1913)
- 9 marzo - Roland Lindberg, calciatore svedese (n. 1910)
- 9 marzo - Cyril Northcote Parkinson, storico britannico (n. 1909)
- 9 marzo - Vanja Vojnova, cestista bulgara (n. 1934)
- 9 marzo - Edwin Vásquez, tiratore a segno peruviano (n. 1922)
- 9 marzo - Max August Zorn, matematico tedesco (n. 1906)
- 10 marzo - Maurizio Bacchin, politico italiano (n. 1950)
- 10 marzo - André Belli, calciatore svizzero (n. 1916)
- 10 marzo - Dino Bravo, wrestler italiano (n. 1948)
- 10 marzo - David Gunn, ginecologo statunitense (n. 1946)
- 10 marzo - Josef Odložil, mezzofondista cecoslovacco (n. 1938)
- 11 marzo - Geppo Tedeschi, poeta e scrittore italiano (n. 1907)
- 11 marzo - Tullio Torchiani, dirigente d'azienda italiano (n. 1901)
- 11 marzo - Irene Ware, attrice statunitense (n. 1910)
- 12 marzo - Iuliu Bodola, calciatore e allenatore di calcio rumeno (n. 1912)
- 12 marzo - Gianni Boninsegna, politico italiano (n. 1923)
- 12 marzo - Raffaele Cervo, politico italiano (n. 1923)
- 12 marzo - Michael Kanin, regista, sceneggiatore e produttore cinematografico statunitense (n. 1910)
- 12 marzo - Wang Zhen, politico e generale cinese (n. 1908)
- 13 marzo - Rocky Dijon, percussionista ghanese (n. 1932)
- 13 marzo - José Gómez Abad, pittore spagnolo (n. 1904)
- 13 marzo - Gene Hartley, pilota automobilistico statunitense (n. 1926)
- 13 marzo - Gaetano Kanizsa, psicologo e pittore italiano (n. 1913)
- 13 marzo - Jean Tamini, calciatore svizzero (n. 1919)
- 14 marzo - Giovanni Carini, matematico italiano (n. 1920)
- 14 marzo - Thore Enochsson, maratoneta svedese (n. 1908)
- 14 marzo - Sergio Manente, allenatore di calcio e calciatore italiano (n. 1924)
- 14 marzo - Gianni Sassi, produttore discografico, imprenditore e fotografo italiano (n. 1938)
- 15 marzo - Karl Mai, calciatore tedesco (n. 1928)
- 15 marzo - Ricardo Arias, politico e imprenditore panamense (n. 1912)
- 16 marzo - Marija Barabanova, attrice sovietica (n. 1911)
- 16 marzo - Amerigo Bedetti, calciatore e arbitro di calcio italiano (n. 1907)
- 16 marzo - Natália Correia, scrittrice portoghese (n. 1923)
- 16 marzo - Muhammad Khan Junejo, politico pakistano (n. 1932)
- 16 marzo - Mohammad Hossein Naqdi, diplomatico iraniano (n. 1951)
- 16 marzo - Donald Randolph, attore statunitense (n. 1906)
- 16 marzo - Chishū Ryū, attore giapponese (n. 1904)
- 16 marzo - Giovanni Testori, scrittore, giornalista e poeta italiano (n. 1923)
- 17 marzo - Helen Hayes, attrice statunitense (n. 1900)
- 17 marzo - Charlotte Hughes, supercentenaria britannica (n. 1877)
- 17 marzo - Štefan Stankovič, calciatore slovacco (n. 1918)
- 17 marzo - Vladimir Markovič Šredel', regista cinematografico sovietico (n. 1918)
- 18 marzo - Kenneth Boulding, economista, pacifista e poeta inglese (n. 1910)
- 18 marzo - Nunzio Montanari, pianista e compositore italiano (n. 1915)
- 18 marzo - Carlos A. Petit, sceneggiatore argentino (n. 1913)
- 19 marzo - Karen Dalton, cantante, chitarrista e suonatrice di banjo statunitense (n. 1937)
- 19 marzo - Georges Garvarentz, compositore francese (n. 1932)
- 19 marzo - Roger Michelot, pugile francese (n. 1912)
- 19 marzo - Cesario Rodi, politico italiano (n. 1908)
- 19 marzo - Lilian Silburn, indologa, filosofa e traduttrice francese (n. 1908)
- 20 marzo - Arsène Auguste, calciatore haitiano (n. 1951)
- 20 marzo - Ahmed Naseer Bunda, hockeista su prato pakistano (n. 1932)
- 20 marzo - Robert Burnham, Jr., astronomo statunitense (n. 1931)
- 20 marzo - Polykarp Kusch, fisico tedesco (n. 1911)
- 20 marzo - Toni Spiss, sciatore alpino austriaco (n. 1930)
- 21 marzo - Sebastiano Baggio, cardinale e arcivescovo cattolico italiano (n. 1913)
- 21 marzo - Rune Emanuelsson, allenatore di calcio e calciatore svedese (n. 1923)
- 21 marzo - Akio Kaminaga, judoka giapponese (n. 1936)
- 21 marzo - Walther Wüst, orientalista tedesco (n. 1901)
- 21 marzo - António Quadros, filosofo e scrittore portoghese (n. 1923)
- 22 marzo - Enzo Fiermonte, pugile, attore e regista italiano (n. 1908)
- 22 marzo - Vazir Orucov, militare azero (n. 1956)
- 22 marzo - Gret Palucca, ballerina e insegnante tedesca (n. 1902)
- 22 marzo - Cec Pepper, crickettista australiano (n. 1916)
- 22 marzo - Edith Potter, medico statunitense (n. 1901)
- 23 marzo - Denis Parsons Burkitt, patologo e chirurgo britannico (n. 1911)
- 23 marzo - Evdokija Andreevna Nikulina, militare sovietica (n. 1917)
- 23 marzo - Hans Werner Richter, scrittore tedesco (n. 1908)
- 24 marzo - John Hersey, giornalista e scrittore statunitense (n. 1914)
- 24 marzo - Vittorino Morselli, partigiano, avvocato e politico italiano (n. 1918)
- 24 marzo - Mike O'Neill, cestista statunitense (n. 1928)
- 25 marzo - Volker Eckstein, attore tedesco (n. 1946)
- 26 marzo - Carmelo Canzonieri, vescovo cattolico italiano (n. 1907)
- 26 marzo - Louis Falco, ballerino e coreografo statunitense (n. 1942)
- 26 marzo - Reuben Fine, scacchista e psicologo statunitense (n. 1914)
- 27 marzo - Charles Anderson, cavaliere statunitense (n. 1914)
- 27 marzo - Kamal Hasan Ali, generale e politico egiziano (n. 1921)
- 27 marzo - Clifford Jordan, sassofonista statunitense (n. 1931)
- 27 marzo - Paul László, architetto e designer ungherese (n. 1900)
- 27 marzo - Kate Reid, attrice canadese (n. 1930)
- 27 marzo - Ernst Streng, pistard tedesco (n. 1942)
- 28 marzo - Gastone Bettanini, impresario teatrale e attore italiano (n. 1914)
- 28 marzo - Corrado Casalini, calciatore italiano (n. 1914)
- 28 marzo - Alfredo Catarsini, pittore italiano (n. 1899)
- 28 marzo - Scott Cunningham, saggista statunitense (n. 1956)
- 28 marzo - Enzo Misefari, politico, sindacalista e storico italiano (n. 1899)
- 28 marzo - Italo Tajo, basso italiano (n. 1915)
- 29 marzo - Oscar Carboni, cantante italiano (n. 1914)
- 29 marzo - Anton Krenn, calciatore austriaco (n. 1911)
- 29 marzo - Fritzleo Lentzen-Deis, gesuita tedesco (n. 1928)
- 29 marzo - Štefan Uher, regista slovacco (n. 1930)
- 30 marzo - Richard Diebenkorn, pittore statunitense (n. 1922)
- 30 marzo - Don Shields, cestista, allenatore di pallacanestro e arbitro di pallacanestro statunitense (n. 1914)
- 30 marzo - Paolo Todeschini, scultore, allenatore di calcio e calciatore italiano (n. 1920)
- 31 marzo - Baba Bedi XVI, mistico indiano (n. 1909)
- 31 marzo - Manuel Gonzales, fumettista statunitense (n. 1913)
- 31 marzo - Brandon Lee, attore e artista marziale statunitense (n. 1965)
- 31 marzo - Mitchell Parish, paroliere statunitense (n. 1900)
- 31 marzo - Nicanor Zabaleta, arpista spagnolo (n. 1907)

## Aprile(132)
- 1º aprile - Rudy Baric, cestista e allenatore di pallacanestro statunitense (n. 1920)
- 1º aprile - Giovanni di Borbone-Spagna, militare spagnolo (n. 1913)
- 1º aprile - Alan Kulwicki, pilota automobilistico statunitense (n. 1955)
- 1º aprile - José María Lemus, militare e politico salvadoregno (n. 1911)
- 1º aprile - Solly Zuckerman, barone Zuckerman, biologo britannico (n. 1904)
- 2 aprile - Masaichi Niimi, ammiraglio giapponese (n. 1887)
- 2 aprile - Ugo Rivoli, generale e aviatore italiano (n. 1911)
- 2 aprile - Thales Monteiro, cestista brasiliano (n. 1925)
- 4 aprile - Concetta Barra, cantante e attrice italiana (n. 1922)
- 4 aprile - Edera Cordiale, discobola italiana (n. 1920)
- 4 aprile - Albert Tadros, cestista egiziano (n. 1914)
- 5 aprile - Divya Bharti, attrice indiana (n. 1974)
- 6 aprile - Silvio Bernardo, politico italiano (n. 1920)
- 7 aprile - Gerardo Chiaromonte, politico, giornalista e scrittore italiano (n. 1924)
- 7 aprile - Renzo Modesti, poeta e critico d'arte italiano (n. 1920)
- 7 aprile - Arleen Whelan, attrice statunitense (n. 1916)
- 8 aprile - Marian Anderson, contralto statunitense (n. 1897)
- 8 aprile - Mario Iacovitti, militare italiano (n. 1921)
- 8 aprile - Tichon Nikolaevič Kulikovskij, principe russo (n. 1917)
- 8 aprile - Aleksej Aleksandrovič Saltykov, regista sovietico (n. 1934)
- 9 aprile - Roy Bailey, allenatore di calcio e calciatore inglese (n. 1932)
- 9 aprile - Les Cunningham, hockeista su ghiaccio e allenatore di hockey su ghiaccio canadese (n. 1913)
- 9 aprile - Joseph Soloveitchik, rabbino, filosofo e educatore bielorusso (n. 1903)
- 9 aprile - Adolf Vogl, calciatore austriaco (n. 1910)
- 10 aprile - Uberto Bonetti, pittore e disegnatore italiano (n. 1909)
- 10 aprile - Donald Broadbent, psicologo britannico (n. 1926)
- 10 aprile - Chris Hani, attivista e politico sudafricano (n. 1942)
- 11 aprile - Fides Benini, nuotatrice italiana (n. 1929)
- 11 aprile - Rahmon Nabiev, politico tagiko (n. 1930)
- 11 aprile - Pietro Sessa, canottiere italiano (n. 1927)
- 11 aprile - Red Wiseman, cestista canadese (n. 1913)
- 12 aprile - Roy Cizek, inventore statunitense (n. 1943)
- 13 aprile - André Chardar, calciatore francese (n. 1906)
- 13 aprile - Isaac Rojas, ammiraglio argentino (n. 1906)
- 13 aprile - Wallace Stegner, storico e scrittore statunitense (n. 1909)
- 13 aprile - Rudolf Wetzer, calciatore e allenatore di calcio rumeno (n. 1901)
- 14 aprile - Norma Barbolini, partigiana italiana (n. 1922)
- 14 aprile - Luigi Delfini, antifascista italiano (n. 1906)
- 15 aprile - Rafael Ávalos, calciatore messicano (n. 1926)
- 15 aprile - William Bakewell, attore statunitense (n. 1908)
- 15 aprile - Uwe Beyer, martellista tedesco (n. 1945)
- 15 aprile - Leslie Charteris, scrittore britannico (n. 1907)
- 15 aprile - Alberto Giolitti, fumettista italiano (n. 1923)
- 15 aprile - Carlo Marselli, politico italiano (n. 1920)
- 15 aprile - Roland McKean, economista statunitense (n. 1917)
- 15 aprile - Anna Maria Pancani, attrice italiana (n. 1935)
- 15 aprile - Peter Pietras, calciatore statunitense (n. 1908)
- 15 aprile - Robert Westall, scrittore inglese (n. 1929)
- 15 aprile - John Tuzo Wilson, geologo e geofisico canadese (n. 1908)
- 16 aprile - Pascal de Duve, scrittore belga (n. 1964)
- 16 aprile - Josef Greindl, basso tedesco (n. 1912)
- 16 aprile - Aleksandr Michajlovič Kondratov, linguista, biologo e giornalista russo (n. 1937)
- 16 aprile - Raimonda Orselli, socialite, attrice e ballerina italiana (n. 1931)
- 17 aprile - Ferruccio De Ceresa, attore italiano (n. 1922)
- 17 aprile - Grazia Di Marzà, attrice italiana (n. 1922)
- 17 aprile - Mario Maccaferri, liutaio e chitarrista italiano (n. 1900)
- 17 aprile - Shahen Meghrian, partigiano armeno (n. 1952)
- 17 aprile - Turgut Özal, politico turco (n. 1927)
- 18 aprile - İsgəndər Aznaurov, militare azero (n. 1956)
- 18 aprile - Elisabeth Frink, scultrice britannica (n. 1930)
- 18 aprile - Masahiko Kimura, judoka e wrestler giapponese (n. 1917)
- 18 aprile - Werner Pochath, attore austriaco (n. 1939)
- 19 aprile - Graziella Evangelista, scenografa italiana (n. 1938)
- 19 aprile - David Koresh, predicatore statunitense (n. 1959)
- 19 aprile - Lido Poli, militare e aviatore italiano (n. 1918)
- 19 aprile - Clifford Scott, sassofonista e flautista statunitense (n. 1928)
- 20 aprile - Leonas Baltrūnas, cestista e allenatore di pallacanestro lituano (n. 1914)
- 20 aprile - Antonio Bello, vescovo cattolico italiano (n. 1935)
- 20 aprile - Galeazzo Benti, attore e sceneggiatore italiano (n. 1923)
- 20 aprile - Cantinflas, comico e attore messicano (n. 1911)
- 20 aprile - Loris Giazzon, poliziotto italiano (n. 1964)
- 20 aprile - Evelyne Hall, ostacolista statunitense (n. 1909)
- 20 aprile - Aldo Pondrano, calciatore italiano (n. 1912)
- 20 aprile - Frank Stubbs, hockeista su ghiaccio statunitense (n. 1909)
- 21 aprile - Josef Bušek, pallanuotista cecoslovacco (n. 1901)
- 21 aprile - Piero Casucci, giornalista e scrittore italiano (n. 1918)
- 21 aprile - Lincoln Hurring, nuotatore neozelandese (n. 1931)
- 21 aprile - Antonio Zangrandi, generale e aviatore italiano (n. 1921)
- 22 aprile - Pasang Lhamu Sherpa, alpinista nepalese (n. 1961)
- 23 aprile - Bertus Aafjes, poeta e scrittore olandese (n. 1914)
- 23 aprile - Guido Carli, dirigente pubblico, economista e politico italiano (n. 1914)
- 23 aprile - César Chávez, sindacalista e attivista statunitense (n. 1927)
- 23 aprile - DJ Subroc, disc jockey e rapper statunitense (n. 1973)
- 23 aprile - Chaim Mordechai Aizik Hodakov, religioso, pedagogo e educatore russo (n. 1902)
- 24 aprile - Gustl Bayrhammer, attore tedesco (n. 1922)
- 24 aprile - Pierre Naville, scrittore e sociologo francese (n. 1904)
- 24 aprile - Benedetto Stella, calciatore e allenatore di calcio italiano (n. 1913)
- 24 aprile - Oliver Tambo, politico sudafricano (n. 1917)
- 24 aprile - Trần Đức Thảo, filosofo vietnamita (n. 1917)
- 25 aprile - Geraldo Del Rey, attore brasiliano (n. 1930)
- 25 aprile - Émile Friess, calciatore francese (n. 1901)
- 25 aprile - Cesare Luporini, filosofo, storico della filosofia e politico italiano (n. 1909)
- 25 aprile - Rosita Moreno, attrice e ballerina spagnola (n. 1907)
- 26 aprile - Erich B. Cahn, numismatico tedesco (n. 1913)
- 26 aprile - Marino Cavazzuti, calciatore italiano (n. 1911)
- 27 aprile - Patrick Banda, calciatore zambiano (n. 1974)
- 27 aprile - David Chabala, calciatore zambiano (n. 1960)
- 27 aprile - Whiteson Changwe, calciatore zambiano (n. 1964)
- 27 aprile - Moses Chikwalakwala, calciatore zambiano (n. 1969)
- 27 aprile - Godfrey Chitalu, calciatore e allenatore di calcio zambiano (n. 1947)
- 27 aprile - Alex Chola, calciatore e allenatore di calcio congolese (Repubblica Democratica del Congo) (n. 1956)
- 27 aprile - Samuel Chomba, calciatore zambiano (n. 1964)
- 27 aprile - Gaudenzio Dell'Aja, religioso, storico e saggista italiano (n. 1912)
- 27 aprile - Godfrey Kangwa, calciatore zambiano
- 27 aprile - Derby Makinka, calciatore zambiano (n. 1965)
- 27 aprile - Mauro Marè, poeta italiano (n. 1935)
- 27 aprile - Moses Masuwa, calciatore zambiano (n. 1971)
- 27 aprile - Eston Mulenga, calciatore zambiano (n. 1961)
- 27 aprile - Wisdom Mumba Chansa, calciatore zambiano (n. 1964)
- 27 aprile - Winter Mumba, calciatore zambiano
- 27 aprile - Kelvin Mutale, calciatore zambiano (n. 1969)
- 27 aprile - Richard Mwanza, calciatore zambiano (n. 1959)
- 27 aprile - Numba Mwila, calciatore zambiano (n. 1972)
- 27 aprile - Timothy Mwitwa, calciatore zambiano (n. 1968)
- 27 aprile - Ilie Oană, allenatore di calcio e calciatore rumeno (n. 1918)
- 27 aprile - Kenan Simambe, calciatore zambiano (n. 1974)
- 27 aprile - John Soko, calciatore zambiano (n. 1968)
- 27 aprile - Robert Watiyakeni, calciatore zambiano (n. 1969)
- 27 aprile - Owen Wells, cestista e allenatore di pallacanestro statunitense (n. 1950)
- 28 aprile - Fosco Dinucci, politico e partigiano italiano (n. 1921)
- 28 aprile - Valentina Stepanovna Grizodubova, aviatrice sovietica (n. 1909)
- 28 aprile - Jim Valvano, cestista e allenatore di pallacanestro statunitense (n. 1946)
- 29 aprile - Michael Gordon, regista statunitense (n. 1909)
- 29 aprile - Cy Howard, sceneggiatore, produttore cinematografico e regista statunitense (n. 1915)
- 29 aprile - Guglielmo Petroni, scrittore e pittore italiano (n. 1911)
- 29 aprile - Fernand Prudhomme, cestista francese (n. 1916)
- 29 aprile - Mick Ronson, chitarrista britannico (n. 1946)
- 29 aprile - Robert Bertram Serjeant, orientalista scozzese (n. 1915)
- 30 aprile - Mario Evaristo, calciatore argentino (n. 1908)
- 30 aprile - Angelo Grassi, hockeista su pista e allenatore di hockey su pista italiano (n. 1909)
- 30 aprile - Árpád Lengyel, nuotatore ungherese (n. 1915)
- 30 aprile - Ljubka Šorli, poetessa, scrittrice e insegnante slovena (n. 1910)

## Maggio(98)
- 1º maggio - Romāns Abžinovs, calciatore lettone (n. 1969)
- 1º maggio - Pietro Acquarone, calciatore italiano (n. 1917)
- 1º maggio - Pierre Bérégovoy, politico francese (n. 1925)
- 1º maggio - Erwan Bergot, militare e scrittore francese (n. 1930)
- 1º maggio - Donald Dupree, bobbista statunitense (n. 1919)
- 1º maggio - Henri Ellenberger, psichiatra svizzero (n. 1905)
- 1º maggio - Warren Perley Knowles, politico e avvocato statunitense (n. 1908)
- 1º maggio - Ranasinghe Premadasa, politico singalese (n. 1924)
- 1º maggio - Nobuyuki Wakai, pilota motociclistico giapponese (n. 1967)
- 2 maggio - Thorkild Jacobsen, assiriologo danese (n. 1904)
- 2 maggio - Monty Southall, pistard britannico (n. 1907)
- 3 maggio - Libero Bigiaretti, poeta, scrittore e traduttore italiano (n. 1905)
- 3 maggio - Robert De Niro, pittore, poeta e scultore statunitense (n. 1922)
- 3 maggio - Gani Strazimiri, pittore, architetto e urbanista albanese (n. 1915)
- 4 maggio - Bchira Ben Mrad, attivista tunisina (n. 1913)
- 4 maggio - Frank Kudelka, cestista statunitense (n. 1925)
- 4 maggio - Ernst Reitermaier, calciatore austriaco (n. 1918)
- 4 maggio - France Štiglic, regista e sceneggiatore sloveno (n. 1919)
- 5 maggio - Georges Carrier, cestista francese (n. 1910)
- 5 maggio - Jean Földeák, lottatore tedesco (n. 1903)
- 5 maggio - Irving Howe, critico letterario statunitense (n. 1920)
- 5 maggio - Libero Lenti, statistico e economista italiano (n. 1906)
- 5 maggio - Antonio Spavone, mafioso italiano (n. 1926)
- 6 maggio - Rommel Fernández, calciatore panamense (n. 1966)
- 6 maggio - Gustave Hembroeckx, ciclista su strada belga (n. 1903)
- 6 maggio - Dorothy B. Hughes, scrittrice e critica letteraria statunitense (n. 1904)
- 6 maggio - Feliciano Iannella, storico e scrittore italiano (n. 1921)
- 6 maggio - Ann Todd, attrice inglese (n. 1909)
- 7 maggio - Alessandra Adari, attrice italiana (n. 1914)
- 7 maggio - Luigi Candiani, architetto italiano (n. 1888)
- 7 maggio - Maria Gentile, soprano italiano (n. 1902)
- 7 maggio - Mary Philbin, attrice statunitense (n. 1902)
- 7 maggio - Hap Sharp, pilota di Formula 1 statunitense (n. 1928)
- 8 maggio - Umberto Colonna, pittore italiano (n. 1913)
- 8 maggio - Enrique Larrinaga, calciatore spagnolo (n. 1910)
- 8 maggio - Alwin Nikolais, coreografo, direttore d'orchestra e compositore statunitense (n. 1910)
- 9 maggio - Mary Duncan, attrice statunitense (n. 1895)
- 9 maggio - Penelope Gilliatt, drammaturga, sceneggiatrice e critica teatrale britannica (n. 1932)
- 9 maggio - Maggie Hemingway, scrittrice britannica (n. 1946)
- 9 maggio - Lamberti Sorrentino, giornalista, rivoluzionario e critico letterario italiano (n. 1899)
- 9 maggio - Freya Stark, viaggiatrice e scrittrice britannica (n. 1893)
- 9 maggio - Albert Sukop, calciatore tedesco (n. 1912)
- 10 maggio - Enrico De Cillia, pittore italiano (n. 1910)
- 10 maggio - Dermot Sheriff, cestista irlandese (n. 1920)
- 10 maggio - Lester del Rey, autore di fantascienza, curatore editoriale e critico letterario statunitense (n. 1915)
- 11 maggio - Torsten Ullman, tiratore a segno svedese (n. 1908)
- 12 maggio - Stanisław Baran, calciatore polacco (n. 1920)
- 12 maggio - Zeno Colò, sciatore alpino e sciatore di velocità italiano (n. 1920)
- 12 maggio - Evert Dolman, ciclista su strada olandese (n. 1946)
- 12 maggio - Ulf Palme, attore svedese (n. 1920)
- 12 maggio - Ferdinando Storchi, politico e sindacalista italiano (n. 1910)
- 13 maggio - Enzo Brunori, pittore italiano (n. 1924)
- 15 maggio - Robert Tanneveau, ciclista su strada francese (n. 1911)
- 16 maggio - Dezső Ákos Hamza, giornalista, pittore e regista ungherese (n. 1903)
- 16 maggio - Raúl Schiaffino, calciatore uruguaiano (n. 1923)
- 17 maggio - Maurizio Estate, operaio italiano (n. 1970)
- 17 maggio - Francesco La Rocca, bibliotecario italiano (n. 1948)
- 17 maggio - Robert Lapoujade, regista, pittore e scrittore francese (n. 1921)
- 17 maggio - Lilo Pempeit, attrice e traduttrice tedesca (n. 1922)
- 17 maggio - Domenico Pesce, storico della filosofia italiano (n. 1913)
- 18 maggio - Filippo Carpi De Resmini, avvocato e funzionario italiano (n. 1917)
- 19 maggio - Lucien Troupel, calciatore e allenatore di calcio francese (n. 1919)
- 20 maggio - Dragoljub Janošević, scacchista jugoslavo (n. 1923)
- 21 maggio - John Dutton Frost, ufficiale britannico (n. 1912)
- 21 maggio - Omar Pkhak'adze, pistard sovietico (n. 1944)
- 22 maggio - Herbert Callen, fisico statunitense (n. 1919)
- 22 maggio - Artur Iosifovič Vojteckij, regista sovietico (n. 1928)
- 22 maggio - Carl Johan Wachtmeister, schermidore svedese (n. 1903)
- 23 maggio - Luigi Brunella, calciatore e allenatore di calcio italiano (n. 1914)
- 24 maggio - Giovanni Giraudi, politico italiano (n. 1915)
- 24 maggio - Mieczysław Horszowski, pianista polacco (n. 1892)
- 24 maggio - Juan Jesús Posadas Ocampo, cardinale e arcivescovo cattolico messicano (n. 1926)
- 24 maggio - Filippo Scroppo, pittore italiano (n. 1910)
- 25 maggio - Buddhadasa, monaco buddhista e attivista thailandese (n. 1906)
- 25 maggio - Aridex Calligaris, calciatore italiano (n. 1922)
- 25 maggio - Laura Conti, partigiana, medica e ambientalista italiana (n. 1921)
- 25 maggio - Enzo Melandri, filosofo italiano (n. 1926)
- 25 maggio - John Scott, velista australiano (n. 1934)
- 26 maggio - Kimon Friar, poeta e traduttore statunitense (n. 1911)
- 26 maggio - Fernando Lopez, politico filippino (n. 1904)
- 27 maggio - Enzo Benedetto, pittore e scrittore italiano (n. 1905)
- 27 maggio - Tony Del Monaco, cantante italiano (n. 1935)
- 27 maggio - Serge Leroy, regista e sceneggiatore francese (n. 1931)
- 27 maggio - Roger MacDougall, sceneggiatore e commediografo scozzese (n. 1910)
- 27 maggio - Martin Gilliat, ufficiale inglese (n. 1913)
- 27 maggio - Werner Stocker, attore tedesco (n. 1955)
- 28 maggio - Ugo Locatelli, calciatore italiano (n. 1916)
- 28 maggio - Horia Sima, politico rumeno (n. 1907)
- 29 maggio - Billy Conn, pugile statunitense (n. 1917)
- 29 maggio - Paul Malvern, produttore cinematografico e attore statunitense (n. 1902)
- 29 maggio - Leopoldo Massimilla, ingegnere italiano (n. 1930)
- 30 maggio - Gisella Floreanini, politica italiana (n. 1906)
- 30 maggio - Lien Gisolf, altista olandese (n. 1910)
- 30 maggio - Melvin Spencer Newman, chimico statunitense (n. 1908)
- 30 maggio - Sun Ra, pianista, compositore e poeta statunitense (n. 1914)
- 30 maggio - Solly Yach, pallanuotista sudafricano (n. 1927)
- 31 maggio - Max Delys, attore francese (n. 1951)
- 31 maggio - Vinigi Lorenzo Grottanelli, etnologo italiano (n. 1912)

## Giugno(106)
- 1º giugno - John Terpak, sollevatore statunitense (n. 1912)
- 2 giugno - Mario Comensoli, pittore svizzero (n. 1922)
- 2 giugno - Tahar Djaout, giornalista, scrittore e poeta algerino (n. 1954)
- 2 giugno - Johnny Mize, giocatore di baseball statunitense (n. 1913)
- 2 giugno - Juan José Rodríguez, calciatore argentino (n. 1937)
- 3 giugno - Ivan Azdarov, sollevatore sovietico (n. 1916)
- 3 giugno - Joe Fortenberry, cestista statunitense (n. 1911)
- 4 giugno - Giovanni Bermone, calciatore italiano (n. 1915)
- 4 giugno - Bernard Evslin, scrittore statunitense (n. 1922)
- 4 giugno - Eric Trist, psicologo britannico (n. 1909)
- 5 giugno - Ida Adamoff, tennista francese (n. 1910)
- 5 giugno - Gilbert Blanc, pittore francese (n. 1906)
- 5 giugno - Mike Bloom, cestista statunitense (n. 1915)
- 5 giugno - Nello Carrara, fisico italiano (n. 1900)
- 5 giugno - George Strauss, politico britannico (n. 1901)
- 5 giugno - Conway Twitty, cantautore e chitarrista statunitense (n. 1933)
- 5 giugno - Andy dela Cruz, cestista filippino (n. 1923)
- 6 giugno - James Bridges, regista, sceneggiatore e attore statunitense (n. 1936)
- 6 giugno - Mort Mills, attore statunitense (n. 1919)
- 6 giugno - Mario Salazzari, scultore, partigiano e poeta italiano (n. 1904)
- 6 giugno - Nello Vegezzi, poeta, regista e pittore italiano (n. 1929)
- 7 giugno - Fabrizio Clerici, pittore, scenografo e costumista italiano (n. 1913)
- 7 giugno - Dražen Petrović, cestista jugoslavo (n. 1964)
- 7 giugno - Kurt Weitzmann, storico dell'arte tedesco (n. 1904)
- 7 giugno - Yang Hansheng, sceneggiatore, drammaturgo e scrittore cinese (n. 1902)
- 8 giugno - John Atyeo, calciatore inglese (n. 1932)
- 8 giugno - René Bousquet, prefetto francese (n. 1909)
- 8 giugno - Italo Giulio Caiati, politico italiano (n. 1916)
- 8 giugno - Toni Morosani, hockeista su ghiaccio svizzero (n. 1907)
- 8 giugno - José Nora, cestista spagnolo (n. 1940)
- 8 giugno - Severo Sarduy, poeta, scrittore e critico d'arte cubano (n. 1937)
- 8 giugno - Raffaele Ranieri di Thurn und Taxis, nobile tedesco (n. 1906)
- 9 giugno - Arthur Alexander, cantautore statunitense (n. 1940)
- 9 giugno - Satyen Bose, regista indiano (n. 1916)
- 9 giugno - Alexis Smith, attrice e cantante canadese (n. 1921)
- 10 giugno - Arleen Auger, soprano statunitense (n. 1939)
- 10 giugno - Michele Giampietro, filatelista e pedagogista italiano (n. 1904)
- 10 giugno - Archie Macaulay, calciatore e allenatore di calcio scozzese (n. 1915)
- 10 giugno - Richard Webb, attore statunitense (n. 1915)
- 11 giugno - Robaldo Morozzo della Rocca, architetto italiano (n. 1904)
- 11 giugno - Ray Sharkey, attore statunitense (n. 1952)
- 12 giugno - Crawford Barton, fotografo statunitense (n. 1943)
- 12 giugno - Remo Galli, allenatore di calcio e calciatore italiano (n. 1912)
- 12 giugno - Wilhelm Gliese, astronomo tedesco (n. 1915)
- 12 giugno - Monte Melkonian, partigiano e rivoluzionario armeno (n. 1957)
- 12 giugno - Manuel Summers, regista e sceneggiatore spagnolo (n. 1935)
- 13 giugno - John Campbell, cantante, chitarrista e compositore statunitense (n. 1952)
- 13 giugno - Ewald Dytko, calciatore polacco (n. 1914)
- 13 giugno - Ena Gregory, attrice australiana (n. 1906)
- 13 giugno - Hermínia Silva, attrice e cantante portoghese (n. 1907)
- 13 giugno - Donald Slayton, astronauta e aviatore statunitense (n. 1924)
- 14 giugno - Mario Caciagli, calciatore e allenatore di calcio italiano (n. 1923)
- 14 giugno - Ruggero Chiesa, chitarrista e insegnante italiano (n. 1933)
- 14 giugno - Vincent Trout Hamlin, fumettista statunitense (n. 1900)
- 15 giugno - Marjorie Clark, altista, ostacolista e velocista sudafricana (n. 1909)
- 15 giugno - John Connally, politico statunitense (n. 1917)
- 15 giugno - Giovanni De Giorgi, militare italiano (n. 1970)
- 15 giugno - James Hunt, pilota automobilistico britannico (n. 1947)
- 15 giugno - Ada Rossi, partigiana, antifascista e insegnante italiana (n. 1899)
- 15 giugno - Béla Sárosi, calciatore e allenatore di calcio ungherese (n. 1919)
- 15 giugno - Petey Scalzo, pugile statunitense (n. 1917)
- 16 giugno - Aldo Bini, ciclista su strada italiano (n. 1915)
- 16 giugno - Arad McCutchan, allenatore di pallacanestro statunitense (n. 1912)
- 16 giugno - Luigi Rosiello, linguista italiano (n. 1930)
- 17 giugno - Angelo Longoni, allenatore di calcio e calciatore italiano (n. 1933)
- 18 giugno - Eva Arndt-Riise, nuotatrice danese (n. 1919)
- 18 giugno - Barnabás Berzsenyi, schermidore ungherese (n. 1918)
- 18 giugno - Jean Cau, scrittore, giornalista e sceneggiatore francese (n. 1925)
- 18 giugno - Gianfranco Masini, direttore d'orchestra italiano (n. 1937)
- 18 giugno - Craig Rodwell, attivista statunitense (n. 1940)
- 19 giugno - Helmut Fath, pilota motociclistico tedesco (n. 1929)
- 19 giugno - William Golding, scrittore e insegnante britannico (n. 1911)
- 19 giugno - Iginio Rigato, arbitro di calcio italiano (n. 1920)
- 19 giugno - Franco Scaglione, designer italiano (n. 1916)
- 20 giugno - Angelo Marsiano, storico e saggista italiano (n. 1926)
- 20 giugno - György Sárosi, calciatore e allenatore di calcio ungherese (n. 1912)
- 21 giugno - Frantz Casseus, chitarrista e compositore haitiano (n. 1915)
- 21 giugno - André Frénaud, poeta francese (n. 1907)
- 22 giugno - Luigi Cuomo, schermidore italiano (n. 1901)
- 22 giugno - Rodolfo Díaz, cestista messicano (n. 1918)
- 22 giugno - Elisabeth Nagele, slittinista svizzera (n. 1933)
- 22 giugno - Pat Nixon, first lady statunitense (n. 1912)
- 23 giugno - Flora Bramley, attrice inglese (n. 1904)
- 23 giugno - Luigi Rosellini, calciatore italiano (n. 1918)
- 23 giugno - Swen Swenson, ballerino e attore statunitense (n. 1932)
- 23 giugno - Massimo Urbani, sassofonista italiano (n. 1957)
- 24 giugno - Hans Beirer, tenore austriaco (n. 1911)
- 24 giugno - Lina Galli, poetessa e scrittrice italiana (n. 1899)
- 24 giugno - Virgilio Prosperi, musicista e musicologo italiano (n. 1961)
- 24 giugno - Archie Williams, velocista statunitense (n. 1915)
- 25 giugno - Giovanni Battista Frescura, archeologo italiano (n. 1921)
- 25 giugno - Miguel Mármol, sindacalista e rivoluzionario salvadoregno (n. 1905)
- 25 giugno - Giovanni Tonoli, ciclista su strada italiano (n. 1947)
- 26 giugno - Roy Campanella, giocatore di baseball statunitense (n. 1921)
- 26 giugno - Neda Naldi, attrice, scrittrice e sceneggiatrice italiana (n. 1913)
- 26 giugno - James Thomas, cantante e chitarrista statunitense (n. 1926)
- 27 giugno - James Trifunov, lottatore canadese (n. 1903)
- 28 giugno - GG Allin, cantautore statunitense (n. 1956)
- 28 giugno - Gudrun Brost, attrice svedese (n. 1910)
- 28 giugno - Boris Hristov, basso bulgaro (n. 1914)
- 28 giugno - István Kiszely, calciatore ungherese (n. 1914)
- 28 giugno - Didi Perego, attrice italiana (n. 1935)
- 28 giugno - Michel Ricaud, regista francese (n. 1944)
- 29 giugno - Héctor Lavoe, cantante portoricano (n. 1946)
- 30 giugno - George McFarland, attore e conduttore televisivo statunitense (n. 1928)
- 30 giugno - Felice Vatteroni, scultore italiano (n. 1908)

## Luglio(88)
- 1º luglio - Illy Reale, autore televisivo italiano (n. 1947)
- 1º luglio - Ligio Zanini, poeta e scrittore italiano (n. 1927)
- 2 luglio - Pasquale Baccaro, militare italiano (n. 1972)
- 2 luglio - Fred Gwynne, attore statunitense (n. 1926)
- 2 luglio - Andrea Millevoi, militare italiano (n. 1972)
- 2 luglio - Stefano Paolicchi, militare italiano (n. 1963)
- 2 luglio - Clarence Zener, fisico statunitense (n. 1905)
- 3 luglio - Joe DeRita, attore e comico statunitense (n. 1909)
- 3 luglio - Don Drysdale, giocatore di baseball statunitense (n. 1936)
- 4 luglio - Lola Gaos, attrice spagnola (n. 1921)
- 4 luglio - Gladys Lounsbury Hobby, microbiologa statunitense (n. 1910)
- 4 luglio - Alston Scott Householder, matematico statunitense (n. 1904)
- 4 luglio - Roman Kačanov, regista, artista e sceneggiatore sovietico (n. 1921)
- 4 luglio - Hellmut Lantschner, sciatore alpino, fondista e combinatista nordico austriaco (n. 1909)
- 4 luglio - Anne Shirley, attrice statunitense (n. 1918)
- 6 luglio - Olive Ann Beech, imprenditrice statunitense (n. 1904)
- 6 luglio - John Gatenby Bolton, astronomo britannico (n. 1922)
- 6 luglio - Gino Fratesi, tenore italiano (n. 1906)
- 6 luglio - Yōko Mori, scrittrice giapponese (n. 1940)
- 6 luglio - Ruth Roche, baronessa Fermoy, nobile britannica (n. 1908)
- 7 luglio - Elemér Berkessy, calciatore e allenatore di calcio ungherese (n. 1905)
- 7 luglio - Gino Camerario, calciatore italiano (n. 1919)
- 7 luglio - Mia Zapata, cantante e musicista statunitense (n. 1965)
- 8 luglio - Charles Adkins, pugile statunitense (n. 1932)
- 8 luglio - Giorgio Braccialarghe, antifascista, partigiano e diplomatico italiano (n. 1911)
- 8 luglio - Henry Hazlitt, economista statunitense (n. 1894)
- 10 luglio - Teodor Anioła, calciatore polacco (n. 1925)
- 10 luglio - Alfred Hamerlinck, ciclista su strada, pistard e ciclocrossista belga (n. 1905)
- 10 luglio - Masuji Ibuse, scrittore giapponese (n. 1898)
- 10 luglio - Ivan Maček, politico jugoslavo (n. 1908)
- 11 luglio - Pietro Fosson, politico italiano (n. 1912)
- 12 luglio - Ferdinando Giuseppe Antonelli, cardinale e arcivescovo cattolico italiano (n. 1896)
- 12 luglio - Michael Goleniewski, ufficiale polacco (n. 1922)
- 12 luglio - Gusti Huber, attrice austriaca (n. 1914)
- 13 luglio - Gabriele Adani, presbitero, giornalista e saggista italiano (n. 1927)
- 13 luglio - Abdullah Afeef Didi, politico maldiviano (n. 1916)
- 13 luglio - T. V. Olsen, scrittore statunitense (n. 1932)
- 13 luglio - Leslie Thorne, pilota automobilistico britannico (n. 1916)
- 14 luglio - Gilles-Henri-Alexis Barthe, vescovo cattolico francese (n. 1906)
- 14 luglio - Léo Ferré, cantautore, poeta e scrittore monegasco (n. 1916)
- 14 luglio - Riccardo Napolitano, regista italiano (n. 1928)
- 15 luglio - David Brian, attore statunitense (n. 1914)
- 15 luglio - Young Corbett III, pugile statunitense (n. 1905)
- 15 luglio - Malek Jân Ne'mati, scrittrice e poetessa iraniana (n. 1906)
- 15 luglio - Natalino Terracciano, abate italiano (n. 1920)
- 15 luglio - Petăr Veličkov, calciatore bulgaro (n. 1940)
- 16 luglio - Uberto Scarpelli, giurista, filosofo e sociologo italiano (n. 1924)
- 17 luglio - Luciano Cian, psicologo e presbitero italiano (n. 1939)
- 17 luglio - Pál Dunay, schermidore ungherese (n. 1909)
- 17 luglio - Giorgio Genel, arbitro di calcio italiano (n. 1928)
- 18 luglio - Héctor Freschi, calciatore argentino (n. 1911)
- 18 luglio - Jean Negulesco, regista, sceneggiatore e attore rumeno (n. 1900)
- 19 luglio - Erhardt Gißke, architetto tedesco (n. 1924)
- 19 luglio - Szymon Goldberg, violinista e direttore d'orchestra statunitense (n. 1909)
- 19 luglio - Gordon Joseph Gray, cardinale e arcivescovo cattolico britannico (n. 1910)
- 19 luglio - Dionisie Pippidi, storico rumeno (n. 1905)
- 19 luglio - Luzius Rüedi, hockeista su ghiaccio svizzero (n. 1900)
- 19 luglio - José Luis Sérsic, astronomo argentino (n. 1933)
- 20 luglio - Gabriele Cagliari, ingegnere e dirigente d'azienda italiano (n. 1926)
- 20 luglio - Jacqueline Lamba, pittrice e decoratrice francese (n. 1910)
- 21 luglio - René Jacquet, calciatore francese (n. 1933)
- 22 luglio - Adolfo Cartisano, fotografo italiano (n. 1936)
- 22 luglio - Armando Palanca, militare e ingegnere italiano (n. 1906)
- 23 luglio - Saʿd ʿAbd al-ʿAzīz Āl Saʿūd, politico saudita (n. 1915)
- 23 luglio - Raul Gardini, imprenditore, dirigente d'azienda e velista italiano (n. 1933)
- 23 luglio - Megan Taylor, pattinatrice artistica su ghiaccio britannica (n. 1920)
- 24 luglio - Erik Jansson, ciclista su strada svedese (n. 1907)
- 24 luglio - Viktor Pankraškin, cestista sovietico (n. 1957)
- 25 luglio - Ana Julia Duque Heckner, religiosa colombiana (n. 1898)
- 25 luglio - Nan Grey, attrice statunitense (n. 1918)
- 26 luglio - Eduardo Caliendo, chitarrista italiano (n. 1922)
- 26 luglio - Jesús Castro González, calciatore spagnolo (n. 1951)
- 26 luglio - Gerardo De Caro, politico italiano (n. 1909)
- 26 luglio - Marcellite Garner, doppiatrice statunitense (n. 1910)
- 26 luglio - Guglielmo Meardi, ingegnere italiano (n. 1902)
- 26 luglio - Matthew Ridgway, generale statunitense (n. 1895)
- 27 luglio - Guido Agnolin, arbitro di calcio italiano (n. 1912)
- 27 luglio - Reggie Lewis, cestista statunitense (n. 1965)
- 28 luglio - Antonino Gioè, mafioso italiano (n. 1948)
- 28 luglio - Luigi Patri, calciatore italiano (n. 1910)
- 30 luglio - Tullio Pietrobono, politico italiano (n. 1919)
- 30 luglio - Edward Raczyński, politico, diplomatico e scrittore polacco (n. 1891)
- 31 luglio - Lenore Aubert, attrice statunitense (n. 1913)
- 31 luglio - Baldovino del Belgio, sovrano belga (n. 1930)
- 31 luglio - George Keyt, pittore singalese (n. 1901)
- 31 luglio - Elmar Klos, regista e sceneggiatore ceco (n. 1910)
- 31 luglio - Marcel Marchal, calciatore francese (n. 1913)
- 31 luglio - Lola Álvarez Bravo, fotografa messicana (n. 1903)

## Agosto(97)
- 1º agosto - Claire Du Brey, attrice statunitense (n. 1892)
- 1º agosto - Alfred Manessier, pittore, incisore e costumista francese (n. 1911)
- 1º agosto - Luciano Montero, ciclista su strada spagnolo (n. 1908)
- 1º agosto - Gerry Sundquist, attore inglese (n. 1955)
- 2 agosto - Guido Del Mestri, cardinale e arcivescovo cattolico italiano (n. 1911)
- 2 agosto - Hosai Fujisawa, goista giapponese (n. 1919)
- 2 agosto - Janusz Sidło, giavellottista polacco (n. 1933)
- 3 agosto - Lúcio Alves, cantante, chitarrista e compositore brasiliano (n. 1927)
- 3 agosto - Vittorio Badini Confalonieri, avvocato e politico italiano (n. 1914)
- 3 agosto - Giacomo Carlo Bascapè, storico, paleografo e archivista italiano (n. 1902)
- 3 agosto - James Donald, attore britannico (n. 1917)
- 3 agosto - Alwyn Howard Gentry, botanico statunitense (n. 1945)
- 4 agosto - Kenny Drew, pianista statunitense (n. 1928)
- 4 agosto - Jack Dwan, cestista statunitense (n. 1921)
- 4 agosto - John Pickard, attore statunitense (n. 1913)
- 5 agosto - Ermando Malinverni, calciatore italiano (n. 1919)
- 5 agosto - Francisco Rúa, calciatore argentino (n. 1911)
- 5 agosto - Willi Sturm, pallanuotista tedesco (n. 1928)
- 5 agosto - Eugen Suchoň, compositore slovacco (n. 1908)
- 6 agosto - Teresa Delta, politica brasiliana (n. 1919)
- 6 agosto - Robert Kiesel, velocista statunitense (n. 1911)
- 6 agosto - Ken Oxford, calciatore inglese (n. 1929)
- 6 agosto - Vittorio Piola, vescovo cattolico italiano (n. 1921)
- 6 agosto - Bill Thomson, hockeista su ghiaccio canadese (n. 1914)
- 7 agosto - Renato Alpini, politico italiano (n. 1918)
- 7 agosto - Roy Budd, musicista e compositore britannico (n. 1947)
- 7 agosto - Christopher Gillis, ballerino e coreografo canadese (n. 1951)
- 7 agosto - Lucio Libertini, politico italiano (n. 1922)
- 7 agosto - Egidio Martinović, calciatore e allenatore di calcio italiano (n. 1907)
- 7 agosto - Charles Maxwell, attore statunitense (n. 1913)
- 7 agosto - Ante Vulić, calciatore jugoslavo (n. 1928)
- 8 agosto - Piero Bandini, calciatore italiano (n. 1907)
- 8 agosto - Harry Bellaver, attore statunitense (n. 1905)
- 8 agosto - Battistino Bonali, alpinista italiano (n. 1962)
- 8 agosto - Andrea Da Passano, fumettista e illustratore italiano (n. 1905)
- 8 agosto - Nico Habermann, informatico e matematico olandese (n. 1932)
- 8 agosto - Roberta Mari, attrice italiana (n. 1917)
- 8 agosto - Mickey Morton, attore statunitense (n. 1927)
- 9 agosto - Elena Fabrizi, attrice e conduttrice televisiva italiana (n. 1915)
- 10 agosto - Euronymous, chitarrista e produttore discografico norvegese (n. 1968)
- 10 agosto - Chad Oliver, scrittore statunitense (n. 1928)
- 10 agosto - Irene Sharaff, costumista statunitense (n. 1910)
- 11 agosto - Ugo Bonzano, calciatore e allenatore di calcio italiano (n. 1903)
- 13 agosto - Fred Grafft, cestista statunitense (n. 1912)
- 13 agosto - Rodolfo Tommasi, calciatore italiano (n. 1907)
- 14 agosto - Hans Henn, bobbista tedesco (n. 1926)
- 14 agosto - Alessandro Reggiani, politico e avvocato italiano (n. 1914)
- 14 agosto - Alison e Peter Smithson, architetto inglese (n. 1928)
- 15 agosto - Hans Nordahl, calciatore norvegese (n. 1918)
- 15 agosto - Eugenio Travaini, medico e scrittore italiano (n. 1930)
- 16 agosto - René Dreyfus, pilota automobilistico francese (n. 1905)
- 16 agosto - Tom Fuccello, attore statunitense (n. 1936)
- 16 agosto - Stewart Granger, attore britannico (n. 1913)
- 16 agosto - Joan Hughes, aviatrice inglese (n. 1918)
- 16 agosto - Kitty O'Brien Joyner, ingegnere statunitense (n. 1916)
- 16 agosto - Ethelwynn Trewavas, ittiologa britannica (n. 1900)
- 18 agosto - Renato Armellini, imprenditore italiano (n. 1930)
- 18 agosto - Leletta D'Isola, religiosa italiana (n. 1926)
- 18 agosto - Daisy Lumini, musicista, compositrice e cantante italiana (n. 1936)
- 18 agosto - Tino Schirinzi, attore e regista teatrale italiano (n. 1934)
- 18 agosto - Paweł Stok, cestista polacco (n. 1913)
- 19 agosto - Lucinda Ballard, costumista statunitense (n. 1906)
- 19 agosto - Utpal Dutt, attore, regista e sceneggiatore indiano (n. 1929)
- 19 agosto - Pietro Pacifico Gamondi, medico italiano (n. 1914)
- 19 agosto - Salah Jadid, generale e politico siriano (n. 1926)
- 19 agosto - Donald William Kerst, fisico statunitense (n. 1911)
- 20 agosto - Tony Barton, calciatore e allenatore di calcio inglese (n. 1937)
- 20 agosto - Iorwerth Hughes, calciatore gallese (n. 1925)
- 20 agosto - Koos de Jong, velista olandese (n. 1912)
- 21 agosto - Kasdi Merbah, politico algerino (n. 1938)
- 21 agosto - Tatiana Troyanos, mezzosoprano statunitense (n. 1938)
- 22 agosto - Marie Susini, scrittrice francese (n. 1916)
- 23 agosto - Gregory Gaye, attore russo (n. 1900)
- 23 agosto - Dinmuchamed Kunaev, politico sovietico (n. 1912)
- 23 agosto - Mohammed Aziz Lahbabi, filosofo, scrittore e poeta marocchino (n. 1922)
- 23 agosto - Piero Parini, militare, politico e prefetto italiano (n. 1894)
- 23 agosto - Edvard Ravnikar, architetto sloveno (n. 1907)
- 23 agosto - Luciano Charles Scorsese, attore statunitense (n. 1913)
- 24 agosto - Leopoldo Contarbio, cestista argentino (n. 1927)
- 25 agosto - Dora Menichelli, attrice e cantante italiana (n. 1892)
- 26 agosto - Jean Carmen, attrice statunitense (n. 1913)
- 26 agosto - Reima Pietilä, architetto finlandese (n. 1923)
- 26 agosto - Roy Raymond, imprenditore statunitense (n. 1947)
- 27 agosto - Francesco Brignani, allenatore di calcio e calciatore italiano (n. 1948)
- 27 agosto - José Marante, calciatore e allenatore di calcio argentino (n. 1915)
- 28 agosto - Anne Cumming, traduttrice e scrittrice britannica (n. 1917)
- 28 agosto - Paul Rowe, hockeista su ghiaccio statunitense (n. 1914)
- 28 agosto - William Stafford, saggista, poeta e pacifista statunitense (n. 1914)
- 28 agosto - Edward Palmer Thompson, storico, scrittore e pacifista britannico (n. 1924)
- 29 agosto - Luciano De Maria, critico letterario, editore e traduttore italiano (n. 1928)
- 29 agosto - Gwen Porter, velocista britannica (n. 1902)
- 30 agosto - Pietro Buzano, matematico italiano (n. 1911)
- 30 agosto - Isaurinha Garcia, cantante brasiliana (n. 1923)
- 30 agosto - Richard Jordan, attore statunitense (n. 1937)
- 31 agosto - Theodor Hupfauer, funzionario e militare tedesco (n. 1906)
- 31 agosto - Ligorio López, calciatore messicano (n. 1933)
- 31 agosto - Siegfried Schürenberg, attore tedesco (n. 1900)

## Settembre(114)
- 1º settembre - Fritz Cremer, scultore e grafico tedesco (n. 1906)
- 1º settembre - Pietro Lorenzini, calciatore italiano (n. 1907)
- 1º settembre - Aleksej Vachonin, sollevatore sovietico (n. 1935)
- 3 settembre - David Brown, imprenditore britannico (n. 1904)
- 3 settembre - Dragotin Cvetko, musicologo sloveno (n. 1911)
- 4 settembre - Tommy Cheadle, calciatore inglese (n. 1919)
- 4 settembre - Edoardo Facduelle, militare e politico italiano (n. 1902)
- 4 settembre - Hervé Villechaize, attore francese (n. 1943)
- 5 settembre - Baek Du-jin, politico sudcoreano (n. 1908)
- 5 settembre - Vladimiro Caminiti, giornalista, scrittore e poeta italiano (n. 1932)
- 5 settembre - Margaret Furse, costumista britannica (n. 1911)
- 5 settembre - Virgilio Mortari, compositore e direttore artistico italiano (n. 1902)
- 5 settembre - Claude Renoir, direttore della fotografia francese (n. 1913)
- 5 settembre - Erwin Schüle, militare e magistrato tedesco (n. 1913)
- 5 settembre - Antonio Torres, cestista cileno (n. 1932)
- 5 settembre - John Truscott, attore, costumista e scenografo australiano (n. 1936)
- 7 settembre - Eugen Barbu, scrittore, giornalista e politico rumeno (n. 1924)
- 7 settembre - Hall Bartlett, regista, produttore cinematografico e sceneggiatore statunitense (n. 1922)
- 7 settembre - William Gillock, compositore e musicista statunitense (n. 1917)
- 7 settembre - Bruno Giorgi, scultore brasiliano (n. 1905)
- 7 settembre - Hugo Christiaan Hamaker, fisico olandese (n. 1905)
- 7 settembre - Charles Harris, tennista statunitense (n. 1914)
- 7 settembre - Christian Metz, semiologo e critico cinematografico francese (n. 1931)
- 7 settembre - Maria Pinnone, modella italiana (n. 1954)
- 7 settembre - Gábor Zsiborás, calciatore ungherese (n. 1957)
- 8 settembre - Peter Higgins, velocista britannico (n. 1928)
- 8 settembre - Michele Sce, matematico italiano (n. 1929)
- 9 settembre - Milorad Mitrović, calciatore jugoslavo (n. 1908)
- 9 settembre - Helen O'Connell, conduttrice televisiva e cantante statunitense (n. 1920)
- 10 settembre - Garnet Ault, nuotatore canadese (n. 1905)
- 10 settembre - Alfredo Bianchi, politico e sindacalista italiano (n. 1929)
- 10 settembre - Silverio Gadaldi, pittore e scultore italiano (n. 1918)
- 10 settembre - Rita Karin, attrice polacca (n. 1919)
- 10 settembre - Hanno-Walter Kruft, storico dell'arte tedesco (n. 1938)
- 10 settembre - Meinrad Miltenberger, canoista tedesco (n. 1924)
- 11 settembre - Erich Leinsdorf, direttore d'orchestra austriaco (n. 1912)
- 11 settembre - Bertha Hernández de Ospina, politica, scrittrice e editorialista colombiana (n. 1907)
- 12 settembre - Antonio Balasso, aviatore italiano (n. 1919)
- 12 settembre - Raymond Burr, attore canadese (n. 1917)
- 12 settembre - Roy Clark, attore neozelandese (n. 1903)
- 12 settembre - Charles Lamont, regista statunitense (n. 1895)
- 12 settembre - Sidney Lanfield, regista, musicista e cabarettista statunitense (n. 1898)
- 12 settembre - Bianca Pittoni, politica italiana (n. 1904)
- 13 settembre - Austregésilo de Athayde, giornalista, saggista e docente brasiliano (n. 1898)
- 13 settembre - Pavel Kouba, calciatore cecoslovacco (n. 1938)
- 14 settembre - Geo Bogza, poeta, saggista e giornalista rumeno (n. 1908)
- 14 settembre - Erling Kongshaug, tiratore a segno norvegese (n. 1915)
- 15 settembre - Edmondo Bernacca, generale e meteorologo italiano (n. 1914)
- 15 settembre - Pietro Carapellucci, tenore, cantore e direttore di coro italiano (n. 1922)
- 15 settembre - Nicola Ciarletta, critico d'arte, critico teatrale e critico cinematografico italiano (n. 1910)
- 15 settembre - Pino Puglisi, presbitero, educatore e insegnante italiano (n. 1937)
- 15 settembre - Maurice Yaméogo, politico burkinabé (n. 1921)
- 16 settembre - Pietro Barilla, imprenditore italiano (n. 1913)
- 16 settembre - Mario Follieri, politico italiano (n. 1913)
- 16 settembre - František Jílek, direttore d'orchestra ceco (n. 1913)
- 16 settembre - Henri LaBorde, discobolo statunitense (n. 1909)
- 16 settembre - Oodgeroo Noonuccal, poetessa, attivista e artista australiana (n. 1920)
- 16 settembre - Rok Petrovič, sciatore alpino sloveno (n. 1966)
- 16 settembre - Miguel Ángel Rugilo, calciatore argentino (n. 1919)
- 16 settembre - Onesto Silano, calciatore italiano (n. 1911)
- 17 settembre - James Griffith, attore statunitense (n. 1916)
- 17 settembre - Willie Mosconi, giocatore di biliardo statunitense (n. 1913)
- 17 settembre - Viktor Petrovič Nikonov, politico sovietico (n. 1929)
- 17 settembre - Christian Nyby, regista e montatore statunitense (n. 1913)
- 18 settembre - Vittorio Cervone, politico italiano (n. 1917)
- 18 settembre - Edoardo Faieta, attore e wrestler statunitense (n. 1928)
- 18 settembre - Aris Konstantinidis, architetto greco (n. 1913)
- 18 settembre - František Krištofík, calciatore slovacco (n. 1920)
- 18 settembre - Henrietta Leaver, modella statunitense (n. 1916)
- 19 settembre - Art Burris, cestista statunitense (n. 1924)
- 19 settembre - Antonio Floro Frondosa, arcivescovo cattolico filippino (n. 1909)
- 19 settembre - Joseph Iléo, politico della Repubblica Democratica del Congo (n. 1921)
- 19 settembre - Marcel Mariën, poeta, saggista e fotografo belga (n. 1920)
- 20 settembre - Erich Hartmann, aviatore tedesco (n. 1922)
- 20 settembre - Aždar Ibragimov, regista sovietico (n. 1919)
- 21 settembre - Fernand Ledoux, attore francese (n. 1897)
- 21 settembre - Gustavo Vinay, medievista italiano (n. 1912)
- 22 settembre - Maurice Abravanel, musicista, compositore e direttore d'orchestra statunitense (n. 1903)
- 22 settembre - Giovanni Cappelletti, presbitero e scrittore italiano (n. 1921)
- 22 settembre - Marcello Modiano, imprenditore e politico italiano (n. 1914)
- 22 settembre - Mihai Tänzer, calciatore rumeno (n. 1905)
- 23 settembre - Arnaldo Bartoli, pittore italiano (n. 1900)
- 23 settembre - Renato Cebrelli, politico italiano (n. 1923)
- 23 settembre - Francesco Foglia, partigiano, presbitero e militare italiano (n. 1912)
- 23 settembre - Kōichi Hirakida, nuotatore giapponese (n. 1938)
- 23 settembre - Héctor Morales, calciatore e allenatore di calcio ecuadoriano (n. 1944)
- 23 settembre - Robert Tocquet, parapsicologo, docente e scrittore francese (n. 1898)
- 24 settembre - Francesco Coniglio, politico italiano (n. 1916)
- 24 settembre - Zita Johann, attrice e regista teatrale austro-ungarica (n. 1904)
- 24 settembre - Bruno Pontecorvo, fisico italiano (n. 1913)
- 24 settembre - Ian Stuart Donaldson, musicista e cantante britannico (n. 1957)
- 25 settembre - Willy Fitz, calciatore austriaco (n. 1918)
- 25 settembre - John Moores, imprenditore e filantropo inglese (n. 1896)
- 25 settembre - Scoop Posewitz, cestista statunitense (n. 1908)
- 25 settembre - Manlio Scopigno, allenatore di calcio e calciatore italiano (n. 1925)
- 26 settembre - Nina Nikolaevna Berberova, scrittrice russa (n. 1901)
- 26 settembre - Friedrich Kaiser Depel, vescovo cattolico tedesco (n. 1903)
- 26 settembre - Edith Meiser, attrice e librettista statunitense (n. 1898)
- 26 settembre - John Pennel, astista statunitense (n. 1940)
- 27 settembre - Paolo Caldarella, pallanuotista italiano (n. 1964)
- 27 settembre - Jimmy Doolittle, generale e aviatore statunitense (n. 1896)
- 27 settembre - Lucio Mayer, ingegnere e dirigente pubblico italiano (n. 1911)
- 27 settembre - Milan Muškatirović, pallanuotista jugoslavo (n. 1934)
- 28 settembre - Gerda Leo, fotografa tedesca (n. 1909)
- 28 settembre - Boris Naščёkin, regista sovietico (n. 1938)
- 28 settembre - Dumitru Pavlovici, calciatore rumeno (n. 1912)
- 29 settembre - Gordon Douglas, regista statunitense (n. 1907)
- 29 settembre - Tatjana Gsovsky, coreografa russa (n. 1901)
- 29 settembre - Eugenio Pagnini, pentatleta italiano (n. 1905)
- 29 settembre - Matej Bor, scrittore e drammaturgo sloveno (n. 1913)
- 30 settembre - Ronnie Aldrich, pianista e arrangiatore britannico (n. 1916)
- 30 settembre - Corrado Deodato, aviatore e militare italiano (n. 1918)
- 30 settembre - Novella Parigini, pittrice italiana (n. 1921)
- 30 settembre - Carlo Vinci, animatore statunitense (n. 1906)

## Ottobre(109)
- 1º ottobre - Segundo Castillo Varela, calciatore peruviano (n. 1913)
- 1º ottobre - Jim Holton, calciatore scozzese (n. 1951)
- 1º ottobre - Božo Janković, calciatore jugoslavo (n. 1951)
- 1º ottobre - Sigurð Joensen, scrittore faroese (n. 1911)
- 1º ottobre - Giuseppe Vari, regista e montatore italiano (n. 1924)
- 2 ottobre - William Berger, attore austriaco (n. 1928)
- 2 ottobre - Sergio Bernardini, imprenditore, impresario teatrale e produttore televisivo italiano (n. 1925)
- 3 ottobre - Gary Gordon, militare statunitense (n. 1960)
- 3 ottobre - Gabriele Moreno Locatelli, religioso e pacifista italiano (n. 1959)
- 3 ottobre - Randall Shughart, militare statunitense (n. 1958)
- 4 ottobre - Fernando De Marzi, politico e sindacalista italiano (n. 1916)
- 4 ottobre - Armando Fagarazzi, cestista italiano (n. 1922)
- 4 ottobre - Patelisio Punou-Ki-Hihifo Finau, vescovo cattolico tongano (n. 1934)
- 4 ottobre - Enrico Paribeni, archeologo italiano (n. 1911)
- 5 ottobre - Guido Aycard, calciatore e allenatore di calcio italiano (n. 1903)
- 5 ottobre - Mario Bandirali, calciatore italiano (n. 1921)
- 5 ottobre - Francesco Carpino, cardinale e arcivescovo cattolico italiano (n. 1905)
- 5 ottobre - Karl Gordon Henize, astronomo e astronauta statunitense (n. 1926)
- 5 ottobre - Radhu Karmakar, direttore della fotografia e regista indiano (n. 1919)
- 5 ottobre - Dumitru Stăniloae, teologo rumeno (n. 1903)
- 6 ottobre - Antonio Casetta, imprenditore e produttore discografico italiano (n. 1928)
- 6 ottobre - Stillman Drake, storico della scienza canadese (n. 1910)
- 6 ottobre - Adriana Facchetti, attrice italiana (n. 1921)
- 6 ottobre - Victor Razafimahatratra, cardinale e arcivescovo cattolico malgascio (n. 1921)
- 6 ottobre - Arnold Rodgers, calciatore inglese (n. 1923)
- 6 ottobre - Larry Walters, statunitense (n. 1949)
- 7 ottobre - Wladimiro Curatolo, politico italiano (n. 1915)
- 7 ottobre - Cyril Cusack, attore irlandese (n. 1910)
- 7 ottobre - Jucci Kellerman, attrice italiana (n. 1921)
- 7 ottobre - Kenneth Nelson, attore statunitense (n. 1930)
- 7 ottobre - Agnes de Mille, ballerina e coreografa statunitense (n. 1905)
- 8 ottobre - Gu Cheng, poeta cinese (n. 1956)
- 8 ottobre - Santiago Navarro, cestista spagnolo (n. 1936)
- 9 ottobre - Leopold Facco, calciatore austriaco (n. 1907)
- 9 ottobre - Sachiko Murase, attrice giapponese (n. 1905)
- 9 ottobre - Göta Pettersson, ginnasta svedese (n. 1926)
- 10 ottobre - John Bindon, attore britannico (n. 1943)
- 10 ottobre - Catherine Collard, pianista francese (n. 1947)
- 10 ottobre - Clemente Maglietta, politico, partigiano e sindacalista italiano (n. 1910)
- 10 ottobre - Eros Pellini, scultore italiano (n. 1909)
- 10 ottobre - Arduino Roccioletti, politico italiano (n. 1920)
- 11 ottobre - Alexandra Hay, attrice e modella statunitense (n. 1947)
- 11 ottobre - Léon-Paul Ménard, ciclista su strada francese (n. 1946)
- 11 ottobre - Jess Thomas, tenore statunitense (n. 1927)
- 12 ottobre - Leon Ames, attore statunitense (n. 1902)
- 12 ottobre - Tofiq Bəhramov, calciatore, arbitro di calcio e dirigente sportivo sovietico (n. 1926)
- 12 ottobre - Mircea David, calciatore rumeno (n. 1914)
- 13 ottobre - Otmar Gutmann, regista, produttore televisivo e animatore tedesco (n. 1937)
- 14 ottobre - Pietro Ceccarelli, attore e stuntman italiano (n. 1926)
- 14 ottobre - Harald Hennum, calciatore norvegese (n. 1928)
- 14 ottobre - Roy Hurley, cestista statunitense (n. 1922)
- 14 ottobre - Paolo Mantovani, imprenditore e dirigente sportivo italiano (n. 1930)
- 14 ottobre - Walter Newman, sceneggiatore statunitense (n. 1916)
- 15 ottobre - Alberto Samonà, architetto e urbanista italiano (n. 1932)
- 15 ottobre - Satoshi Watanabe, fisico giapponese (n. 1910)
- 16 ottobre - Paolo Bortoluzzi, ballerino e coreografo italiano (n. 1938)
- 16 ottobre - Flora Nwapa, scrittrice nigeriana (n. 1931)
- 16 ottobre - Arnie Oliver, calciatore statunitense (n. 1907)
- 16 ottobre - Peppino Russo, poeta, paroliere e compositore italiano (n. 1907)
- 16 ottobre - René Sylviano, compositore francese (n. 1903)
- 17 ottobre - Helmut Gollwitzer, teologo e scrittore tedesco (n. 1908)
- 17 ottobre - Criss Oliva, chitarrista statunitense (n. 1963)
- 18 ottobre - Maria Rosa Candido, pattinatrice di short track italiana (n. 1967)
- 19 ottobre - Carlo Caiano, produttore cinematografico e sceneggiatore italiano (n. 1904)
- 19 ottobre - Giuseppe Fortis, attore e doppiatore italiano (n. 1926)
- 19 ottobre - Felix Wilbur Gingrich, grecista e biblista statunitense (n. 1901)
- 19 ottobre - Pola Illéry, attrice e cantante rumena (n. 1909)
- 20 ottobre - Ermenegildo Manfredi, politico italiano (n. 1942)
- 20 ottobre - Pierre Michel Pango, presbitero e musicista ivoriano (n. 1928)
- 21 ottobre - James Leo Herlihy, scrittore e drammaturgo statunitense (n. 1927)
- 21 ottobre - Melchior Ndadaye, politico burundese (n. 1953)
- 21 ottobre - Irv Torgoff, cestista statunitense (n. 1917)
- 22 ottobre - Odette Bancilhon, astronoma francese (n. 1908)
- 22 ottobre - Eduardo Caianiello, fisico italiano (n. 1921)
- 22 ottobre - Jiří Hájek, diplomatico ceco (n. 1913)
- 22 ottobre - Innes Ireland, pilota automobilistico britannico (n. 1930)
- 22 ottobre - Mariano Manent, allenatore di pallacanestro e arbitro di pallacanestro argentino (n. 1904)
- 23 ottobre - Italo Becchetti, politico italiano (n. 1931)
- 23 ottobre - Renato Bianconi, editore italiano (n. 1928)
- 23 ottobre - Friedrich Dickel, politico e generale tedesco (n. 1913)
- 23 ottobre - Elena Nicolai, mezzosoprano e attrice bulgara (n. 1905)
- 24 ottobre - Heinz Kubsch, calciatore tedesco (n. 1930)
- 24 ottobre - Tonino Nardi, direttore della fotografia italiano (n. 1939)
- 24 ottobre - Giovanna Righini Ricci, insegnante, pedagogista e scrittrice italiana (n. 1933)
- 25 ottobre - Josef Losert, schermidore austriaco (n. 1908)
- 25 ottobre - Vincent Price, attore statunitense (n. 1911)
- 26 ottobre - Everett Dean, giocatore di baseball, cestista e allenatore di baseball statunitense (n. 1898)
- 26 ottobre - Maurice Henry Dorman, politico britannico (n. 1912)
- 26 ottobre - Albert Hyzler, politico maltese (n. 1916)
- 26 ottobre - Oro, wrestler messicano (n. 1971)
- 26 ottobre - Oscar Scaglietti, chirurgo italiano (n. 1906)
- 27 ottobre - Barbara Czopek, cestista polacca (n. 1931)
- 27 ottobre - Jean Leclercq, religioso francese (n. 1911)
- 27 ottobre - Guillermo Wagner, cestista messicano (n. 1934)
- 28 ottobre - Jurij Michajlovič Lotman, storico della letteratura russo (n. 1922)
- 29 ottobre - Herbert Lütkebohmert, calciatore tedesco (n. 1948)
- 29 ottobre - Masahiro Makino, regista, sceneggiatore e attore giapponese (n. 1908)
- 29 ottobre - Ewald Riebschläger, tuffatore tedesco (n. 1904)
- 29 ottobre - Elliot Scott, scenografo britannico (n. 1915)
- 29 ottobre - Roger Turner, pattinatore artistico su ghiaccio statunitense (n. 1901)
- 30 ottobre - Paul Grégoire, cardinale e arcivescovo cattolico canadese (n. 1911)
- 30 ottobre - Pauli Jørgensen, calciatore danese (n. 1905)
- 30 ottobre - Antonio Pala, sindacalista e politico italiano (n. 1928)
- 30 ottobre - Maria Solveg-Matray, attrice, sceneggiatrice e coreografa tedesca (n. 1907)
- 31 ottobre - Federico Fellini, regista, sceneggiatore e fumettista italiano (n. 1920)
- 31 ottobre - Lajos Papp, tiratore a segno ungherese (n. 1944)
- 31 ottobre - River Phoenix, attore, musicista e attivista statunitense (n. 1970)
- 31 ottobre - Riccardo Salvador, politico italiano (n. 1900)
- 31 ottobre - Edwin Walker, generale statunitense (n. 1909)

## Novembre(123)
- 1º novembre - Maeve Brennan, giornalista e scrittrice irlandese (n. 1917)
- 1º novembre - Severo Ochoa, biochimico spagnolo (n. 1905)
- 1º novembre - Gian Battista Opisso, calciatore e allenatore di calcio italiano (n. 1924)
- 3 novembre - Harold Garnet Callan, biologo e zoologo britannico (n. 1917)
- 3 novembre - William Lanteau, attore statunitense (n. 1922)
- 3 novembre - John Lupton, attore statunitense (n. 1928)
- 3 novembre - Lev Sergeevič Termen, inventore sovietico (n. 1896)
- 3 novembre - Henri Thomas, scrittore, poeta e traduttore francese (n. 1912)
- 3 novembre - Batista Vinatzer, alpinista italiano (n. 1912)
- 4 novembre - Daniel Barrow, canottiere statunitense (n. 1909)
- 4 novembre - Nerina Montagnani, attrice italiana (n. 1897)
- 5 novembre - Mario Cecchi Gori, produttore cinematografico italiano (n. 1920)
- 5 novembre - Bertil Lundman, antropologo e scrittore svedese (n. 1899)
- 5 novembre - Tadeusz Pankiewicz, farmacista polacco (n. 1908)
- 5 novembre - Arthur Rowe, calciatore e allenatore di calcio inglese (n. 1906)
- 5 novembre - Ester B. Valdes, cantautrice, paroliera e compositrice italiana (n. 1908)
- 6 novembre - Giuseppe Gerbi, calciatore italiano (n. 1912)
- 6 novembre - Joseph Serchuk, partigiano polacco (n. 1919)
- 7 novembre - Charles Aidman, attore statunitense (n. 1925)
- 7 novembre - Clemente Gaddi, arcivescovo cattolico italiano (n. 1901)
- 7 novembre - Adelaide Hall, cantante statunitense (n. 1901)
- 7 novembre - Nikolaj Kostylev, sollevatore sovietico (n. 1931)
- 7 novembre - Jack Martin Smith, scenografo statunitense (n. 1911)
- 8 novembre - Marcello Landi, pittore e poeta italiano (n. 1916)
- 8 novembre - James Moffat, scrittore britannico (n. 1922)
- 8 novembre - Mario Tedeschi, giornalista e politico italiano (n. 1924)
- 8 novembre - Andrej Nikolaevič Tichonov, matematico sovietico (n. 1906)
- 8 novembre - Francisco Zuluaga, allenatore di calcio e calciatore colombiano (n. 1929)
- 9 novembre - Ross Andru, fumettista statunitense (n. 1927)
- 9 novembre - Ezio Anesi, politico italiano (n. 1943)
- 9 novembre - Stanley Myers, compositore inglese (n. 1930)
- 9 novembre - Antonio Neiwiller, attore, regista teatrale e drammaturgo italiano (n. 1948)
- 9 novembre - Mihail Petrov, sollevatore bulgaro (n. 1965)
- 9 novembre - Achille Sdruscia, pittore e disegnatore italiano (n. 1910)
- 9 novembre - Gerald Thomas, regista e montatore britannico (n. 1920)
- 10 novembre - Alberto Breccia, fumettista uruguaiano (n. 1919)
- 10 novembre - Giovanni Marongiu, politico italiano (n. 1929)
- 10 novembre - Paul Oßwald, allenatore di calcio e calciatore tedesco (n. 1905)
- 11 novembre - Wilhelmina Asbeek-Brusse, partigiana olandese (n. 1893)
- 11 novembre - Francesco Cattanei, politico e avvocato italiano (n. 1931)
- 11 novembre - Lisa De Leeuw, attrice pornografica statunitense (n. 1958)
- 11 novembre - Franco Evangelisti, politico e dirigente sportivo italiano (n. 1923)
- 11 novembre - Mildred Fizzell, velocista canadese (n. 1915)
- 11 novembre - Vittorio Mario Giuliani, partigiano italiano (n. 1922)
- 11 novembre - Domenico Peritore, politico italiano (n. 1928)
- 11 novembre - Franco Sassi, pittore e incisore italiano (n. 1912)
- 12 novembre - Bill Dickey, giocatore di baseball e allenatore di baseball statunitense (n. 1907)
- 12 novembre - Harry Robbins Haldeman, politico e imprenditore statunitense (n. 1926)
- 12 novembre - Vincenzo Li Causi, militare e agente segreto italiano (n. 1952)
- 12 novembre - Dria Paola, attrice italiana (n. 1909)
- 12 novembre - Anna Sten, attrice sovietica (n. 1908)
- 12 novembre - Jill Tweedie, scrittrice e giornalista inglese (n. 1936)
- 13 novembre - Arno Schönberger, storico dell'arte tedesco (n. 1915)
- 13 novembre - George Taylor, botanico scozzese (n. 1904)
- 14 novembre - András Béres, allenatore di calcio ungherese (n. 1924)
- 14 novembre - Fortunato Lamon, calciatore italiano (n. 1904)
- 15 novembre - Luciano Liggio, mafioso italiano (n. 1925)
- 15 novembre - Cvijetin Mijatović, politico jugoslavo (n. 1913)
- 15 novembre - Viola Myers, velocista canadese (n. 1927)
- 15 novembre - Evelyn Venable, attrice statunitense (n. 1913)
- 15 novembre - Gladys Walton, attrice statunitense (n. 1903)
- 16 novembre - Enrico Carboni, avvocato e politico italiano (n. 1906)
- 16 novembre - Tomàs Garcés, poeta e traduttore spagnolo (n. 1901)
- 16 novembre - Lorenzo Hierrezuelo, compositore, cantante e chitarrista cubano (n. 1907)
- 16 novembre - Ludovica Koch, germanista e traduttrice italiana (n. 1941)
- 16 novembre - Lucia Poppová, soprano slovacco (n. 1939)
- 17 novembre - Eugenio Cenisio, pittore italiano (n. 1923)
- 17 novembre - Luigi Daga, magistrato italiano (n. 1947)
- 17 novembre - Amy Jagger, ginnasta britannica (n. 1908)
- 17 novembre - Gaetano Scardocchia, giornalista e scrittore italiano (n. 1937)
- 18 novembre - Fritz Feld, attore tedesco (n. 1900)
- 18 novembre - João Martins, calciatore portoghese (n. 1927)
- 18 novembre - Rudolph Matt, sciatore alpino austriaco (n. 1909)
- 18 novembre - Branko Radović, cestista e allenatore di pallacanestro jugoslavo (n. 1933)
- 19 novembre - Kenneth Burke, filosofo e critico letterario statunitense (n. 1897)
- 19 novembre - Carlo Da Prà, bobbista italiano (n. 1931)
- 19 novembre - Leonid Gajdaj, regista, sceneggiatore e attore sovietico (n. 1923)
- 19 novembre - Dorothy Revier, attrice statunitense (n. 1906)
- 20 novembre - Emile Ardolino, regista statunitense (n. 1943)
- 20 novembre - Massimo Inardi, medico, parapsicologo e personaggio televisivo italiano (n. 1927)
- 20 novembre - Willi Rutz, calciatore tedesco (n. 1907)
- 20 novembre - Ivo de Carneri, medico italiano (n. 1927)
- 21 novembre - Bill Bixby, attore, regista e produttore televisivo statunitense (n. 1934)
- 21 novembre - Masaru Furukawa, nuotatore giapponese (n. 1936)
- 21 novembre - Nicola Musmeci, pilota automobilistico italiano (n. 1912)
- 21 novembre - Fernand Picard, progettista francese (n. 1906)
- 21 novembre - Bruno Rossi, fisico italiano (n. 1905)
- 21 novembre - Richard Wordsworth, attore inglese (n. 1915)
- 22 novembre - Anthony Burgess, scrittore, critico letterario e glottoteta britannico (n. 1917)
- 22 novembre - Alois De Hertog, ciclista su strada belga (n. 1927)
- 22 novembre - Bill Laughlin, cestista e allenatore di pallacanestro statunitense (n. 1915)
- 22 novembre - Ervino Loik, calciatore italiano (n. 1915)
- 22 novembre - Tat'jana Petrovna Nikolaeva, pianista e compositrice sovietica (n. 1924)
- 22 novembre - Elizabeth Threatt, modella e attrice statunitense (n. 1926)
- 23 novembre - Hervé Bromberger, regista e sceneggiatore francese (n. 1918)
- 23 novembre - Giuseppe Merlino, politico italiano (n. 1927)
- 24 novembre - Bernard V. Bothmer, egittologo statunitense (n. 1912)
- 24 novembre - Albert Collins, chitarrista e cantante statunitense (n. 1932)
- 24 novembre - Madame Grès, stilista francese (n. 1903)
- 25 novembre - Juan Carlos Castillo, ciclista su strada colombiano (n. 1964)
- 25 novembre - Boris Cyretarovič Chalzanov, regista sovietico (n. 1938)
- 25 novembre - Carl Lorenz, pistard tedesco (n. 1913)
- 25 novembre - Claudia McNeil, attrice statunitense (n. 1917)
- 26 novembre - Cesare Blondet, calciatore italiano (n. 1910)
- 26 novembre - Erwin Gillmeister, velocista tedesco (n. 1907)
- 26 novembre - Grande Otelo, attore e cantante brasiliano (n. 1915)
- 26 novembre - Dirk Albert Hooijer, naturalista olandese (n. 1919)
- 26 novembre - Saly Ruth Ramler, matematica statunitense (n. 1894)
- 27 novembre - Einar Landvik, combinatista nordico norvegese (n. 1898)
- 27 novembre - Guido Masetti, allenatore di calcio e calciatore italiano (n. 1907)
- 27 novembre - Demetrio Zaccaria, imprenditore italiano (n. 1912)
- 28 novembre - Perry Broad, militare brasiliano (n. 1921)
- 28 novembre - Kenneth Connor, attore britannico (n. 1918)
- 28 novembre - Jerry Edmonton, batterista canadese (n. 1946)
- 28 novembre - Bubbles Hawkins, cestista statunitense (n. 1954)
- 28 novembre - Joe Kelly, pilota automobilistico irlandese (n. 1913)
- 28 novembre - Camillo Togni, compositore e pianista italiano (n. 1922)
- 29 novembre - Gladia Angeli, scrittrice, poetessa e giornalista italiana (n. 1919)
- 29 novembre - Enrico Hartneid del Liechtenstein, diplomatico liechtensteinese (n. 1920)
- 29 novembre - Luca Luchetti, scultore e pittore italiano (n. 1938)
- 29 novembre - Marco Novaro, velista italiano (n. 1912)
- 30 novembre - Roque Marrapodi, calciatore argentino (n. 1929)
- 30 novembre - Tom Scannell, calciatore irlandese (n. 1925)

## Dicembre(143)
- 1º dicembre - Ray Gillen, cantante statunitense (n. 1959)
- 1º dicembre - Giulio Marchetti, attore e conduttore televisivo italiano (n. 1911)
- 1º dicembre - Francisco Martínez Cordero, cestista messicano (n. 1912)
- 2 dicembre - Evelyn Dearman, tennista britannica (n. 1908)
- 2 dicembre - Harry Julius Emeléus, chimico britannico (n. 1903)
- 2 dicembre - Pablo Escobar, criminale e politico colombiano (n. 1949)
- 2 dicembre - Ermanno Marchionna, matematico italiano (n. 1921)
- 2 dicembre - Augie Vander Meulen, cestista statunitense (n. 1909)
- 3 dicembre - Dmitrij Ivanov, sollevatore sovietico (n. 1928)
- 3 dicembre - Lewis Thomas, medico, poeta e politico statunitense (n. 1913)
- 4 dicembre - Giuseppe Alaimo, giornalista e scrittore italiano (n. 1924)
- 4 dicembre - Stanley Green, attivista britannico (n. 1915)
- 4 dicembre - Margaret Landon, scrittrice statunitense (n. 1903)
- 4 dicembre - Roy Vernon, calciatore gallese (n. 1937)
- 4 dicembre - Frank Zappa, compositore, chitarrista e cantante statunitense (n. 1940)
- 5 dicembre - Francesco Pezzino, sindacalista e politico italiano (n. 1920)
- 5 dicembre - Alexandre Trauner, scenografo ungherese (n. 1906)
- 6 dicembre - Don Ameche, attore statunitense (n. 1908)
- 6 dicembre - Anna Hřebřinová, ginnasta ceca (n. 1908)
- 6 dicembre - Hendrik Ooms, pistard olandese (n. 1916)
- 7 dicembre - Félix Houphouët-Boigny, sindacalista e politico ivoriano (n. 1905)
- 7 dicembre - Wolfgang Paul, fisico tedesco (n. 1913)
- 7 dicembre - Robert Taft Jr., politico statunitense (n. 1917)
- 8 dicembre - Nicky Crane, attivista britannico (n. 1958)
- 8 dicembre - George Dossin, archeologo, assiriologo e storico dell'arte belga (n. 1896)
- 8 dicembre - Evgenij Minaev, sollevatore sovietico (n. 1933)
- 8 dicembre - Carlotta Monti, attrice statunitense (n. 1907)
- 9 dicembre - Salvatore Allegra, compositore e direttore d'orchestra italiano (n. 1897)
- 9 dicembre - Danny Blanchflower, calciatore e allenatore di calcio nordirlandese (n. 1926)
- 9 dicembre - Matt Guokas, cestista statunitense (n. 1915)
- 9 dicembre - Maria Cristina Luinetti, infermiera e militare italiana (n. 1969)
- 9 dicembre - John Wisdom, filosofo inglese (n. 1904)
- 9 dicembre - Saqr III bin Sultan al-Qasimi, sovrano emiratino (n. 1925)
- 10 dicembre - Maria Dominiani, attrice italiana (n. 1913)
- 10 dicembre - Licio Rossetti, calciatore italiano (n. 1925)
- 10 dicembre - Alice Tully, soprano e filantropa statunitense (n. 1902)
- 10 dicembre - Miljan Zeković, calciatore jugoslavo (n. 1925)
- 11 dicembre - Maroun Bagdadi, regista e sceneggiatore libanese (n. 1950)
- 11 dicembre - Bohdan Likszo, cestista polacco (n. 1940)
- 11 dicembre - Paul Mebus, allenatore di calcio e calciatore tedesco (n. 1920)
- 11 dicembre - Elvira Popescu, attrice rumena (n. 1894)
- 11 dicembre - Tommy Wonder, ballerino, attore e coreografo statunitense (n. 1914)
- 12 dicembre - József Antall, politico ungherese (n. 1932)
- 12 dicembre - Marian Constance Blackton, sceneggiatrice e attrice statunitense (n. 1901)
- 12 dicembre - Joan Cross, soprano, regista teatrale e direttrice artistica britannica (n. 1900)
- 12 dicembre - Ettore Girardengo, calciatore italiano (n. 1918)
- 13 dicembre - Ken Anderson, direttore artistico, sceneggiatore e disegnatore statunitense (n. 1909)
- 13 dicembre - Vanessa Duriès, scrittrice francese (n. 1972)
- 14 dicembre - Wolfried Lier, attore tedesco (n. 1917)
- 14 dicembre - Myrna Loy, attrice statunitense (n. 1905)
- 14 dicembre - Mario Marè, pittore italiano (n. 1921)
- 14 dicembre - Silvina Ocampo, poetessa, scrittrice e pittrice argentina (n. 1903)
- 15 dicembre - Raúl Esnal, calciatore uruguaiano (n. 1956)
- 15 dicembre - Jack Ferguson, pallanuotista australiano (n. 1922)
- 15 dicembre - Carino Gambacorta, storico e politico italiano (n. 1912)
- 15 dicembre - Penaia Ganilau, politico figiano (n. 1918)
- 16 dicembre - Silvano Costi, politico italiano (n. 1927)
- 16 dicembre - Fedele Gentile, attore italiano (n. 1908)
- 16 dicembre - Moses Gunn, attore statunitense (n. 1929)
- 16 dicembre - Ernst Hammerschmidt, vescovo vetero-cattolico, teologo e orientalista austriaco (n. 1928)
- 16 dicembre - Charles Moore, architetto statunitense (n. 1925)
- 16 dicembre - Kakuei Tanaka, politico giapponese (n. 1918)
- 16 dicembre - Alberto Zevi, imprenditore, editore e traduttore italiano (n. 1920)
- 17 dicembre - Len Julians, allenatore di calcio e calciatore inglese (n. 1933)
- 17 dicembre - Janet Margolin, attrice statunitense (n. 1943)
- 18 dicembre - Steve James, attore statunitense (n. 1952)
- 18 dicembre - Tony Kappen, cestista statunitense (n. 1919)
- 18 dicembre - Ferdinando Smerghetto, canottiere italiano (n. 1927)
- 18 dicembre - Sam Wanamaker, attore, regista e direttore teatrale statunitense (n. 1919)
- 19 dicembre - Evgenij Nikolaevič Andrikanis, regista sovietico (n. 1909)
- 19 dicembre - Karl Andritz, calciatore austriaco (n. 1914)
- 19 dicembre - Arturo Chini Ludueña, calciatore argentino (n. 1904)
- 19 dicembre - Michael Clarke, batterista statunitense (n. 1946)
- 19 dicembre - Hubert Deltour, ciclista su strada e pistard belga (n. 1911)
- 19 dicembre - Antonio Fusco, calciatore italiano (n. 1916)
- 19 dicembre - Owain Owain, scrittore e poeta britannico (n. 1929)
- 19 dicembre - Hans Rohrbach, matematico tedesco (n. 1903)
- 19 dicembre - Pietro Serrentino, politico italiano (n. 1923)
- 20 dicembre - Stephen Christmas, inglese (n. 1947)
- 20 dicembre - Mago Cristal, illusionista italiano (n. 1948)
- 20 dicembre - Charles Herman Helmsing, vescovo cattolico statunitense (n. 1908)
- 20 dicembre - Alessandro Jacovoni, produttore cinematografico italiano (n. 1932)
- 21 dicembre - William Edwards Deming, ingegnere, saggista e dirigente d'azienda statunitense (n. 1900)
- 21 dicembre - Ivan Semënovič Kozlovskij, tenore sovietico (n. 1900)
- 21 dicembre - Pekka Niemi, fondista finlandese (n. 1909)
- 21 dicembre - Margarita Nikolaeva, ginnasta sovietica (n. 1935)
- 22 dicembre - Mario Amendola, commediografo, sceneggiatore e regista italiano (n. 1910)
- 22 dicembre - Sylvia Bataille, attrice francese (n. 1908)
- 22 dicembre - Marion Burns, attrice statunitense (n. 1907)
- 22 dicembre - Don DeFore, attore statunitense (n. 1913)
- 22 dicembre - Riccardo Forte, giornalista italiano (n. 1904)
- 22 dicembre - Ferenc Kropacsek, calciatore ungherese (n. 1899)
- 22 dicembre - Alexander Mackendrick, sceneggiatore e regista statunitense (n. 1912)
- 22 dicembre - Gennaro Marchese, arbitro di calcio italiano (n. 1918)
- 22 dicembre - Marino Piazza, cantastorie italiano (n. 1909)
- 22 dicembre - Ernst Schmidt, progettista tedesco (n. 1905)
- 22 dicembre - Jozef Van Ginderen, calciatore belga (n. 1925)
- 23 dicembre - James Ellison, attore statunitense (n. 1910)
- 23 dicembre - Michael Faber, calciatore tedesco orientale (n. 1939)
- 23 dicembre - Luigi Giuliano, allenatore di calcio e calciatore italiano (n. 1930)
- 23 dicembre - Jean Maréchal, ciclista su strada francese (n. 1910)
- 23 dicembre - John Nelson, generale britannico (n. 1912)
- 23 dicembre - Marcello Neri, ciclista su strada italiano (n. 1902)
- 24 dicembre - Pierre Victor Auger, fisico francese (n. 1899)
- 24 dicembre - Ivano Fontana, pugile italiano (n. 1926)
- 24 dicembre - Norman Vincent Peale, pastore protestante e scrittore statunitense (n. 1898)
- 24 dicembre - Sveinbjörn Beinteinsson, religioso e scrittore islandese (n. 1924)
- 24 dicembre - Yen Chia-kan, politico taiwanese (n. 1905)
- 24 dicembre - Chucho Navarro, cantante e compositore messicano (n. 1913)
- 25 dicembre - Blandine Ebinger, attrice e cantante tedesca (n. 1899)
- 25 dicembre - Ideo Pantaleoni, pittore, scultore e litografo italiano (n. 1904)
- 25 dicembre - Marian Suski, schermidore polacco (n. 1905)
- 25 dicembre - Nikolaj Efimovič Timkov, pittore russo (n. 1912)
- 26 dicembre - René Fonjallaz, bobbista svizzero (n. 1907)
- 26 dicembre - Ed Longfellow, cestista statunitense (n. 1930)
- 26 dicembre - Jeff Morrow, attore statunitense (n. 1907)
- 26 dicembre - Carlos Antonio Muñoz, calciatore ecuadoriano (n. 1967)
- 27 dicembre - Michael Callen, cantante, pianista e scrittore statunitense (n. 1955)
- 27 dicembre - Ivo Ghezze, hockeista su ghiaccio italiano (n. 1941)
- 27 dicembre - Yogamaharishi Swami Gitananda, filosofo e mistico indiano (n. 1907)
- 27 dicembre - Meliton Kantaria, militare sovietico (n. 1920)
- 27 dicembre - Nina Lugovskaja, pittrice e scenografa sovietica (n. 1918)
- 27 dicembre - Gustaf Magnusson, militare e aviatore finlandese (n. 1902)
- 27 dicembre - Evald Mikson, criminale di guerra e calciatore estone (n. 1911)
- 27 dicembre - André Pilette, pilota automobilistico belga (n. 1918)
- 28 dicembre - Alfonso Balcázar, regista, sceneggiatore e produttore cinematografico spagnolo (n. 1926)
- 28 dicembre - Howard Caine, attore statunitense (n. 1926)
- 28 dicembre - William L. Shirer, giornalista e storico statunitense (n. 1904)
- 29 dicembre - Karl Endres, cestista tedesco (n. 1911)
- 29 dicembre - Dmitrij Vasil'evič Ermakov, militare e aviatore sovietico (n. 1920)
- 29 dicembre - Lohengrin Filipello, conduttore televisivo svizzero (n. 1918)
- 29 dicembre - Benvenuto Lobina, poeta e scrittore italiano (n. 1914)
- 29 dicembre - Marshall T. Meyer, rabbino statunitense (n. 1910)
- 29 dicembre - Frunzik Mkrtčjan, attore e regista teatrale sovietico (n. 1930)
- 30 dicembre - David Helliwell, canottiere canadese (n. 1935)
- 30 dicembre - Bob O'Leary, calciatore statunitense (n. 1952)
- 30 dicembre - Giuseppe Occhialini, fisico italiano (n. 1907)
- 30 dicembre - George Stone, cestista statunitense (n. 1946)
- 31 dicembre - Michail Aleksandrovič Dudin, poeta e scrittore russo (n. 1916)
- 31 dicembre - Zviad Gamsakhurdia, filologo, critico letterario e politico georgiano (n. 1939)
- 31 dicembre - Guy Lefrant, cavaliere francese (n. 1923)
- 31 dicembre - Brandon Teena, statunitense (n. 1972)
- 31 dicembre - Thomas J. Watson Jr., imprenditore, politico e aviatore statunitense (n. 1914)

## Senza giorno specificato(59)
- Khurshid Aslam, hockeista su prato pakistano (n. 1936)
- Bruno Bacchetti, calciatore italiano (n. 1925)
- Antonio Bellucco, calciatore italiano (n. 1921)
- Vladimir Borisovič Berenštejn, regista sovietico (n. 1927)
- Abhi Bhattacharya, attore indiano (n. 1921)
- Angelina Cabras, matematica italiana (n. 1898)
- Mario Calandri, pittore e incisore italiano (n. 1914)
- Ferdinando Caliumi, astronomo italiano (n. 1913)
- Tom Carini, banchiere italiano (n. 1916)
- Giacomo Chiapponi, ingegnere e politico italiano (n. 1894)
- Cooper Terry, chitarrista, armonicista e cantante statunitense (n. 1949)
- Antonio Cosentino, velista italiano (n. 1919)
- Nicola Costarella, compositore, critico musicale e musicologo italiano (n. 1911)
- Zaharia Cușnir, fotografo moldavo (n. 1912)
- Simion Cuțov, pugile rumeno (n. 1952)
- Gian Rodolfo D'Accardi, pittore italiano (n. 1906)
- Emidio De Felice, linguista e lessicografo italiano (n. 1918)
- Luigi De Santis, politico italiano
- Eduards Freimanis, calciatore lettone (n. 1919)
- David Grogan, pallanuotista britannico (n. 1914)
- Lawrence Sargent Hall, scrittore e anglista statunitense (n. 1915)
- Roberto Irañeta, calciatore argentino (n. 1915)
- Mauro Ivaldi, regista e sceneggiatore italiano (n. 1942)
- Stella Kramrisch, storica dell'arte ceca (n. 1896)
- Joseph Kyle, calciatore scozzese (n. 1913)
- Eda Lichtman, superstite dell'Olocausto polacca (n. 1915)
- Gianfranco Manara, pittore italiano (n. 1924)
- Ettore Mannucci, calciatore e allenatore di calcio italiano (n. 1929)
- Lajos Markos, pittore statunitense (n. 1917)
- Charles Maystre, egittologo e archeologo svizzero (n. 1907)
- Ennio Missaglia, fumettista italiano (n. 1930)
- Jozef Molnár, calciatore slovacco (n. 1920)
- Alberto Mori, geografo italiano (n. 1909)
- Yutaka Morioka, aviatore giapponese (n. 1922)
- Rafael Navarro, attore spagnolo (n. 1912)
- Carlo Pariset, giornalista e funzionario italiano (n. 1902)
- Luigi Pasotelli, poeta italiano (n. 1926)
- Gino Patti, pittore italiano (n. 1925)
- Lloyd Perl, attore statunitense (n. 1909)
- Italo Petrelli, bobbista italiano (n. 1918)
- Ștefan Petrescu, tiratore a segno rumeno (n. 1931)
- Enrico Piretti, liutaio italiano (n. 1911)
- Valentina Pistoli, architetto albanese (n. 1928)
- Ebe Poli, pittrice italiana (n. 1901)
- Hermann Poppe-Marquard, storico, storico dell'arte e saggista tedesco (n. 1908)
- Francesco Possenti, poeta italiano (n. 1899)
- Vladimir Prokof'ev, fisico sovietico (n. 1898)
- Györgyné Rozgonyi, schermitrice ungherese (n. 1906)
- Celestino Russova, calciatore e allenatore di calcio italiano (n. 1922)
- Franco Floriano Salani, pittore italiano (n. 1923)
- Giorgio Santiano, pianista e compositore italiano (n. 1932)
- Vladimir Ščerbakov, calciatore sovietico (n. 1945)
- Italo Sgobbo, medico e archeologo italiano (n. 1901)
- Clemente Spampinato, scultore italiano (n. 1912)
- William Towns, designer inglese (n. 1936)
- Raoul Traverso, fumettista italiano (n. 1915)
- Hannah Troy, stilista statunitense (n. 1900)
- Roberto Veller, regista teatrale italiano (n. 1933)
- Damir Alekseevič Vjatič-Berežnych, regista sovietico (n. 1925)